# Sherlock Holmes contre Jack l'Éventreur (jeu vidéo)
Vous lisez un « article de qualité » labellisé en 2010.
Pour les articles homonymes, voir Sherlock Holmes contre Jack l'Éventreur.
Sherlock Holmes contre Jack l'Éventreur est un jeu vidéo d'aventure développé par Frogwares, sorti en France sur PC le 30 avril 2009. Le jeu a ensuite été porté sur Xbox 360 par le studio français Spiders le 19 novembre 2009. Étant le cinquième volet de la série « Sherlock Holmes » développée par Frogwares, le jeu est parfois désigné par les joueurs sous l'abréviation « Sherlock Holmes 5 » ou « SH5 ».
Dans ce jeu, Sherlock Holmes mène l'enquête de septembre à novembre 1888 sur une série de meurtres violents perpétrés par « Jack l'Éventreur » à Whitechapel, un quartier londonien mal famé. Face à l'échec de Scotland Yard dans cette affaire, le détective, accompagné de son ami le Docteur Watson, recherche l'identité du criminel en suivant ses propres méthodes d'investigation.
Les critiques du jeu dans la presse ont souvent été élogieuses, saluant un jeu accessible aux néophytes du jeu d'aventure, doté d'une atmosphère immersive et contenant des éléments de gameplay originaux.

## Trame

### Situation initiale
L'action débute au tout début du mois de septembre 1888, alors que le célèbre meurtrier que l'on surnommera plus tard Jack l'Éventreur commet son premier crime. Dès le lendemain, le Docteur Watson apprend le meurtre de Mary Ann Nichols dans le journal Le Star et s'empresse de mettre au courant son ami Sherlock Holmes. Ce dernier est tout de suite intéressé par cette sordide affaire, et décide de mener l'enquête dans le quartier de Whitechapel en compagnie de Watson.
Les deux amis, tous deux contrôlés à tour de rôle par le joueur, essaient de découvrir la véritable identité du tueur tandis que ce dernier continue à perpétrer ses abominables crimes dans le quartier de Londres le plus mal famé de l'époque victorienne.
En se fondant sur des déclarations de témoins, les rapports des médecins légistes et les déductions du détective, le joueur explore diverses théories qui ont été avancées par les ripperologues, en ayant pour but de trouver les motivations du meurtrier en plus de son identité. La traque de l'auteur des crimes se révèle difficile, et les fausses pistes sont nombreuses.

### Personnages jouables
Sherlock Holmes

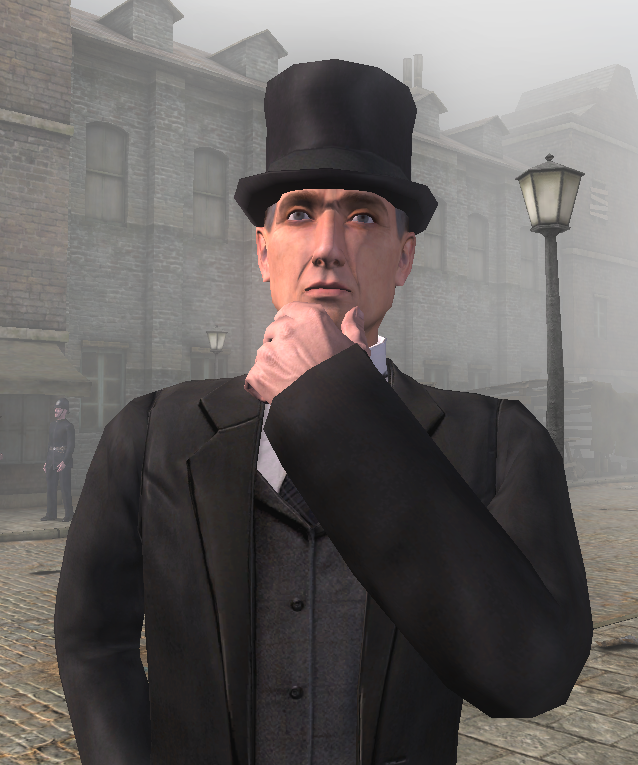
Holmes, songeur.

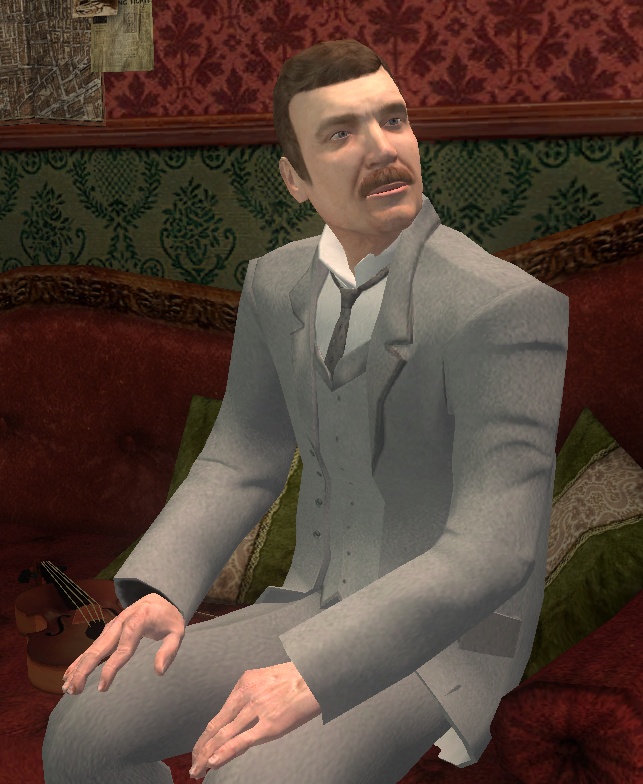
Watson, à Baker Street.

Sherlock Holmes, détective privé et protagoniste de l'aventure, mène son enquête sur les crimes perpétrés à Whitechapel. Ses capacités d'observation et d'analyse lui permettent souvent de reconstituer la vérité des faits avec une aisance déconcertante pour le Dr Watson. Dans le jeu, il apparaît comme un homme au caractère froid, solitaire, calculateur et extrêmement méticuleux. Comme dans les aventures écrites par Arthur Conan Doyle, Holmes utilise parfois des déguisements de façon à ne pas être reconnu ou pour obtenir la confiance de certains personnages.
Docteur Watson
Le Docteur Watson est un ami de Holmes. Médecin de profession, ses connaissances en médecine et en anatomie sont utiles dans ce jeu pour analyser avec précision les corps des victimes. Bien que Holmes et Watson soient toujours en bons termes, le détective se montre parfois assez froid à l'égard du docteur. Dans une conversation du jeu, Holmes lui affirme qu'il « le tolère comme observateur », alors même que Watson a un rôle non négligeable pour faire avancer l'enquête.

### Un scénario globalement fidèle à la véritable affaire
Le jeu se caractérise par sa fidélité vis-à-vis de la véritable affaire Jack l'Éventreur de 1888. Noms des victimes, suspects d'époque, dépositions de témoins, indices et preuves : l'enquête a été reconstituée en collant à la réalité des faits. Le jeu met par ailleurs en scène plusieurs théories avancées par les ripperologues à propos de certains éléments de l'enquête, notamment concernant l'origine de la lettre « Dear Boss » signée Jack l'Éventreur, qui serait un canular journalistique.
L'atmosphère d'époque du quartier de Whitechapel a également été étudiée par les développeurs pendant la réalisation du jeu pour être recréée avec un plus grand réalisme, complétant ainsi l'immersion du joueur dans l'ambiance de l'époque.

#### Les victimes

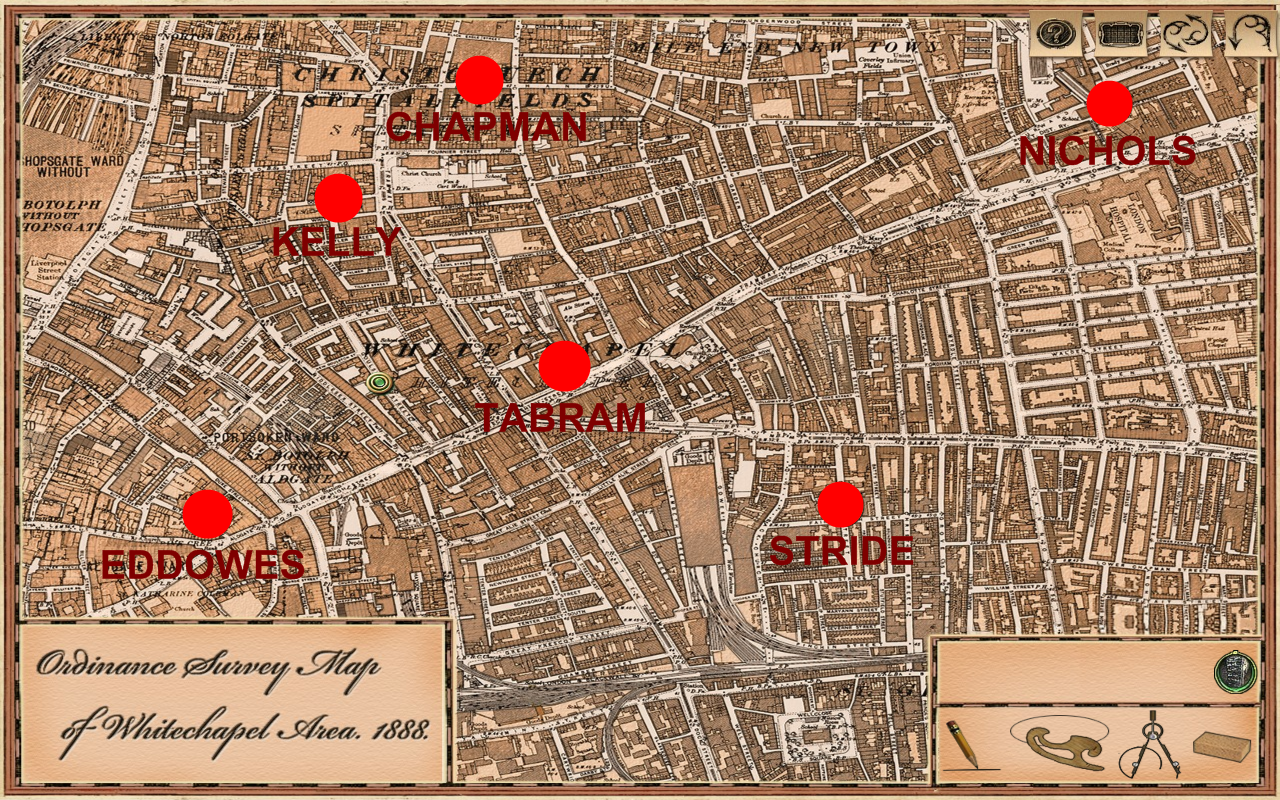
Version modifiée de la carte du quartier de Whitechapel utilisée dans le jeu, avec la position des six meurtres que le détective attribue à « Jack l'Éventreur ».

Le jeu, fidèle à l'affaire, propose une reconstitution des scènes de crime correspondant aux cinq meurtres généralement attribués à Jack l'Éventreur, à savoir ceux de Mary Ann Nichols, Annie Chapman, Elizabeth Stride, Catherine Eddowes et Mary Jane Kelly. Le joueur, dirigeant Sherlock Holmes, peut ainsi mener ses investigations à Buck's Row, dans la cour du 29, Hanbury Street, à Dutfield's Yard, Mitre Square et Miller's Court où furent retrouvées les cinq victimes. Les corps des victimes ne sont pas reconstitués en 3D comme le reste du jeu, mais remplacés par des dessins.
Au cours de ses recherches, Holmes décide d'étudier les précédentes affaires criminelles s'étant déroulées à Londres au début de l'année 1888, de façon à vérifier que le tueur n'aurait pas perpétré d'autres meurtres avant celui de Mary Ann Nichols qui a eu lieu le 31 août. Il retient alors le meurtre de Martha Tabram (retrouvée poignardée le 7 août) comme pouvant être attribué au même tueur. Il étudie également un témoignage dans l'affaire de l'agression d'Emma Smith (agressée par trois hommes le 3 avril 1888), et conclut que sa mort due à l'aggravation de ses blessures n'a aucun lien avec celui que l'on surnomme « Jack l'Éventreur ».
Mary Ann Nichols

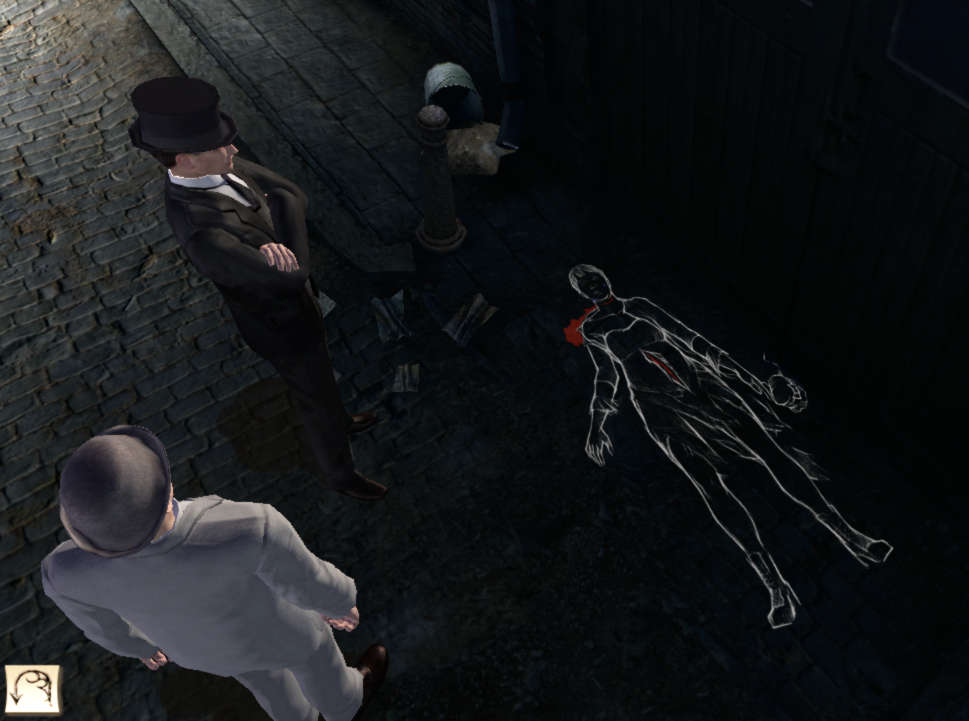
Holmes et Watson à Buck's Row, à l'endroit où la victime a été trouvée. Son corps, transporté à la morgue de Whitechapel peu après sa découverte, est ici représenté par une silhouette.

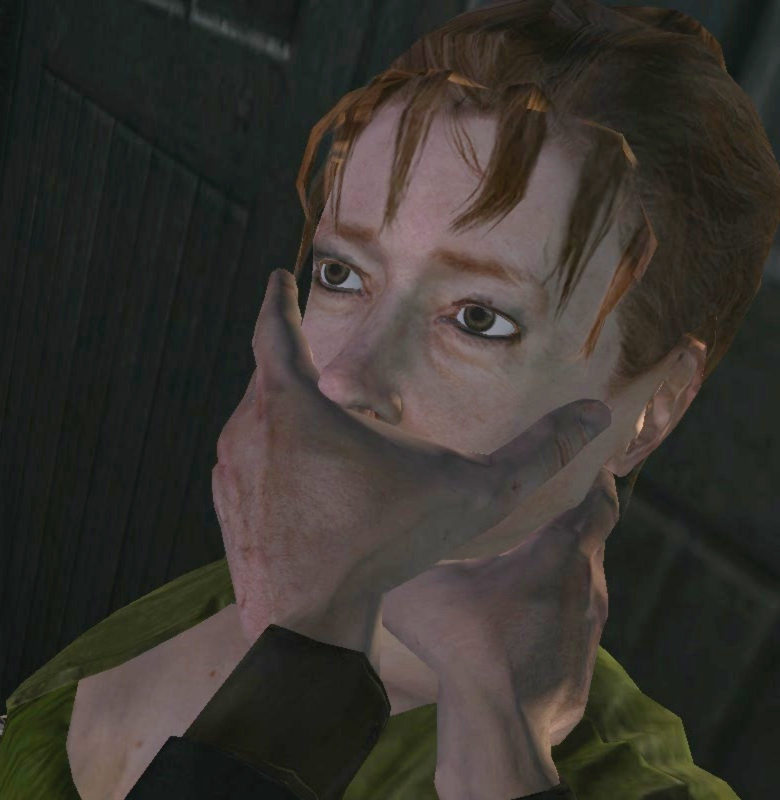
Mary Ann Nichols, agressée par le meurtrier dans la cinématique d'introduction.

Le premier meurtre attribué à Jack l'Éventreur est celui de Mary Ann Nichols (aussi connue sous le nom de « Polly Nichols »), une prostituée âgée de 43 ans au moment du crime. Assassinée dans la nuit du 31 août 1888, son corps fut retrouvé dans la ruelle de Buck's Row. C'est par ce meurtre que commence l'introduction du jeu : à travers les yeux du meurtrier, le joueur assiste aux premières secondes de la scène du crime.
Avant de se rendre à Buck's Row, Holmes se procure au commissariat de Whitechapel le rapport du médecin légiste Llewellyn. Le rapport proposé dans le jeu est un résumé du véritable rapport du légiste, et spécifie les principaux éléments observés : deux hématomes sur les joues, certainement causés par la pression des doigts de l'agresseur, ainsi que d'importantes entailles portées à la gorge et à l'abdomen à l'aide d'un couteau à forte lame. Le médecin conclut que l'agresseur devait être gaucher d'après la façon dont ont été portés les coups.
Holmes se rend sur le lieu du crime dans la nuit du 1er au 2 septembre. Il y constate qu'il n'y a aucune trace de sang sur le mur tout proche de l'endroit où était le corps, éliminant l'hypothèse selon laquelle Nichols aurait été égorgée debout (du sang aurait dans ce cas été projeté sur le mur). D'autres éléments viennent confirmer que les mutilations ont été infligées à terre, alors que la victime n'était plus consciente. Toutefois, l'étude des hématomes et des blessures au cou vient montrer que l'agresseur a étranglé la victime avec la main droite mais lui a tranché la gorge en utilisant sa main gauche. Il est alors impossible de conclure entre un meurtrier droitier ou gaucher.
Annie Chapman

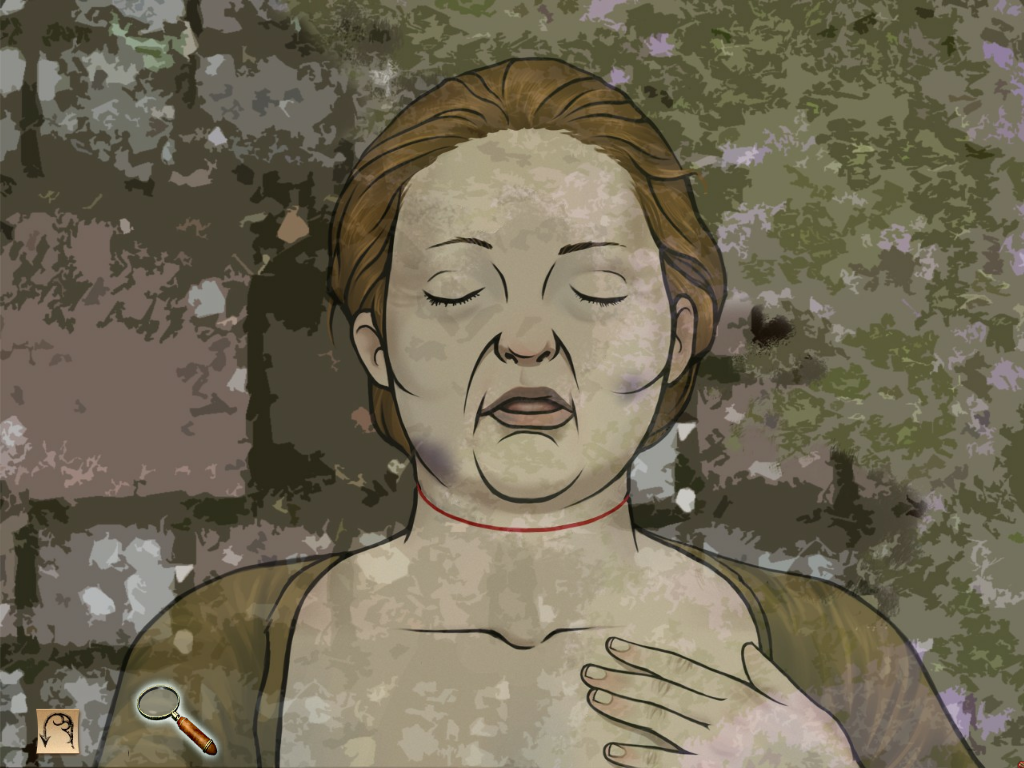
Le visage d'Annie Chapman dessiné dans le jeu. En utilisant la loupe, le joueur peut observer les différentes blessures de la victime.

Le second meurtre attribué au tueur est celui d'Annie Chapman, une prostituée âgée d'environ 47 ans. Elle fut assassinée dans la nuit du 7 au 8 septembre 1888 dans la cour intérieure du numéro 29 de Hanbury Street. Les mutilations infligées par l'agresseur sont beaucoup plus importantes que lors du précédent meurtre. Des organes ont notamment été retirés et emmenés par le tueur.
Dans le jeu, Holmes et Watson arrivent sur les lieux du crime à l'aube, ayant passé toute la nuit dans le quartier de Whitechapel pour éclaircir le meurtre de Nichols. La police les laisse examiner le corps avant même l'arrivée du Dr Philipps, médecin légiste.

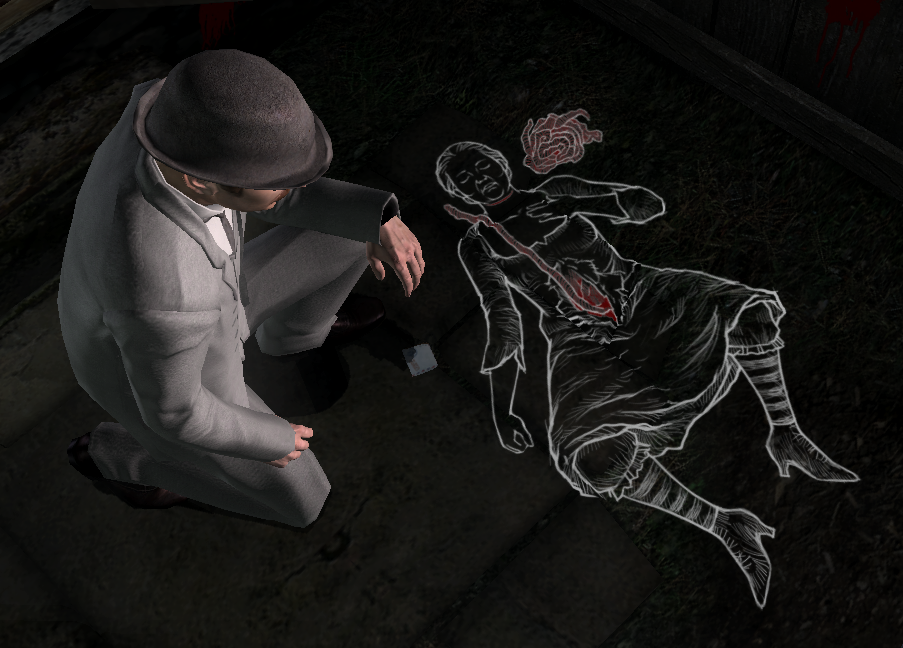
Watson, accroupi devant la silhouette d'Annie Chapman dessinée à l'emplacement où son corps a été retrouvé.

Alors que Holmes cherche les indices sur la scène du crime, Watson examine la victime et rapporte ainsi les principales blessures infligées à son corps. Le meurtrier a cette fois-ci utilisé sa main gauche pour étouffer sa victime et sa main droite pour l'égorger, ce qui rend encore incertaine sa latéralité. Le ventre a été ouvert et plusieurs organes ont été retirés, dont notamment l'utérus. Watson note que le meurtrier a retiré ces organes avec beaucoup de précision. À n'en pas douter, l'agresseur avait de bonnes connaissances en anatomie et était habitué à retirer ainsi des organes, que ce soit sur des personnes (ce qui suggère un chirurgien) ou sur des animaux comme le porc (ce qui suggère alors un boucher). Cette conclusion sur les connaissances anatomiques du meurtrier est aussi celle du véritable rapport d'examen du corps fait par les médecins de l'époque.
Holmes, de son côté, trouve à proximité du corps plusieurs accessoires sans valeur. Un anneau a été retiré à l'une des mains de la victime. Selon le détective, pour que le meurtrier ait emporté un anneau d'une valeur a priori aussi faible, il fallait qu'il soit très pauvre. Un peu plus loin dans la cour, Holmes trouve un tablier de cuir qui, d'après ses observations, se trouvait à cette place depuis plusieurs heures, et n'appartenait donc pas au meurtrier. Comme le rappelle le jeu par l'intermédiaire du véritable Daily News du 11 septembre 1888, le tablier trouvé dans la cour fit monter dans la presse de l'époque des rumeurs infondées à l'encontre du boucher juif John Pizer surnommé « Tablier de Cuir » (Leather Apron en anglais).
Elizabeth Stride

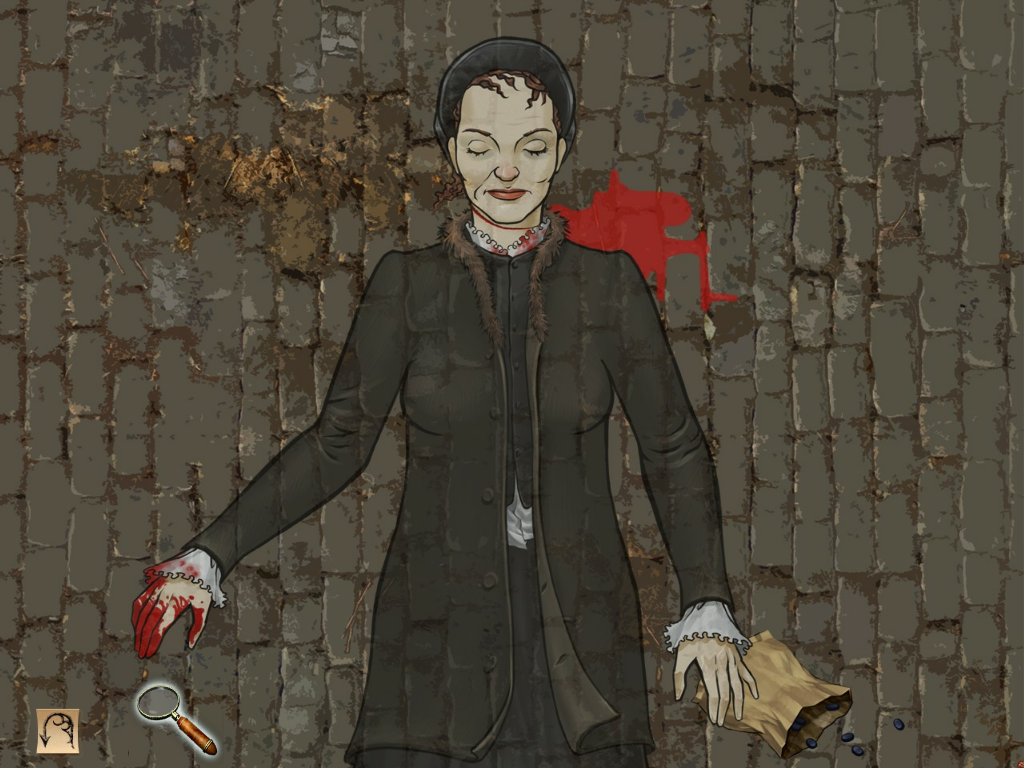
Dessin d'Elizabeth Stride. Holmes étudie ce meurtre dans la nuit du 7 au 8 octobre, soit une semaine après la date du crime. Le paquet de cachous que la victime tenait dans sa main gauche a aussi été dessiné.

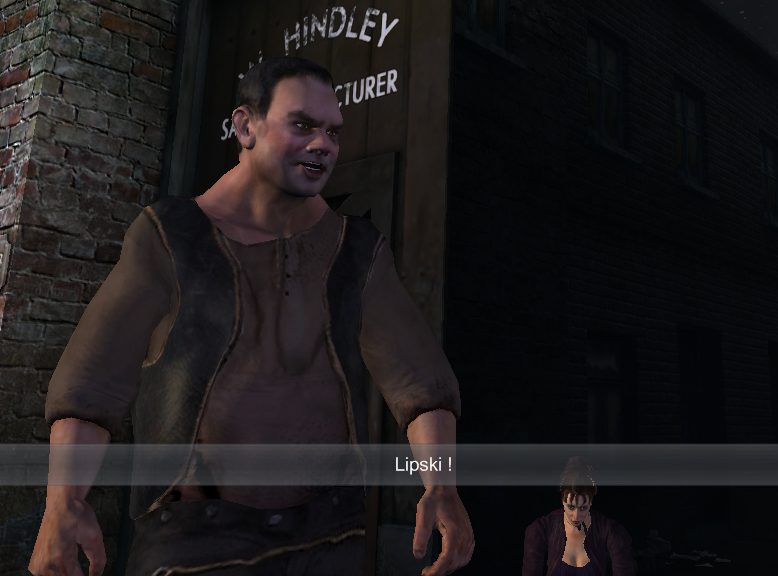
Un homme à l'identité inconnue à l'entrée de Dutfield's Yard, quelques minutes avant que Stride, que l'on aperçoit en bas à droite, se fasse assassiner. L'homme brutalisait Stride quelques instants auparavant, mais n'est pas le meurtrier d'après Holmes.

Le troisième meurtre attribué à « Jack l'Éventreur » est celui d'Elizabeth Stride, survenu dans la nuit du 29 au 30 septembre. Son corps est retrouvé le 30 septembre à 1 h du matin à Dutfield's Yard. Elizabeth Stride a été égorgée mais n'a subi aucune mutilation contrairement aux deux précédentes victimes du tueur. L'explication avancée dans le jeu comme par la plupart des ripperologues est que le tueur aurait été « dérangé » et aurait fui à la suite de l'entrée d'une carriole dans la cour de Dutfield's Yard alors qu'il venait d'égorger sa victime.
Dans le jeu, Holmes met à profit la première semaine d'octobre pour rassembler des informations concernant le meurtre de Stride dans un petit mémo. Les notes de Holmes sont des éléments en très grande partie véridiques. Le joueur apprend notamment la très récente rupture de Stride avec son mari Michael Kidney qui la maltraitait, ainsi que quelques témoignages et quelques détails sur les possessions de la victime au moment du meurtre.
Dans la nuit du 7 au 8 octobre, Holmes et Watson partent à Whitechapel et découvrent de nouveaux éléments qui leur permettent de mieux comprendre le déroulement du meurtre de Dutfield's Yard. Holmes s'intéresse notamment à la déposition d'un témoin ayant aperçu une scène de violence entre Elizabeth Stride et un inconnu juste avant l'heure du meurtre : le détective déduit que cet inconnu devait être une connaissance de la victime, et non l'assassin, éliminant ainsi une fausse piste. Holmes apprend également que le coup porté à la gorge de la victime a été porté de gauche à droite par le meurtrier, ce qui laisse cette fois penser qu'il s'agit bien d'un droitier et non d'un gaucher.
Catherine Eddowes

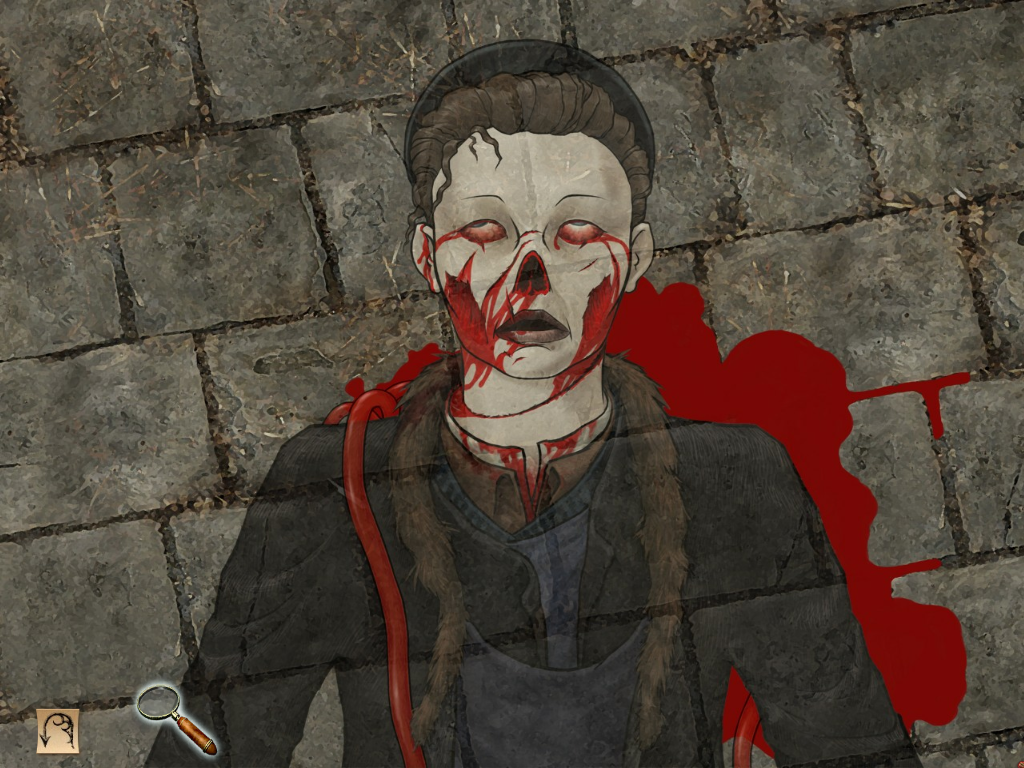
Le visage de Catherine Eddowes, ayant subi d'importantes blessures. Par la suite, Sherlock Holmes remarquera que ces blessures (émaciation des joues, par exemple), évoquent les modifications du faciès qui apparaissent chez les enfants atteints de syphilis.

La silhouette de Catherine Eddowes dans le jeu. Le dallage du sol a été supprimé sur cette image. La victime a subi d'importantes mutilations.

La quatrième victime attribuée à « Jack l'Éventreur » sur laquelle enquête Sherlock Holmes est Catherine Eddowes (« Katherine Eddowes » dans le jeu). La victime a été tuée seulement quelques dizaines de minutes après Elizabeth Stride et son corps a été découvert moins d'une heure après celui de la précédente victime à Mitre Square, une place peu fréquentée.
Tout comme pour le meurtre de Stride, le joueur apprend les premiers détails du crime par le biais d'un mémo écrit par Holmes et contenant un certain nombre d'éléments véridiques sur le meurtre et la victime, rassemblés pendant la première semaine d'octobre par le détective. Il y est principalement question des témoignages et des conclusions du légiste permettant de dater le crime, ainsi que des habits et possessions de la victime.
La première préoccupation de Holmes est de vérifier que le tueur a pu avoir le temps de perpétrer ces deux meurtres dans la même soirée. En effet, l'intervalle de temps entre les meurtres de Stride et d'Eddowes est très court, alors qu'une certaine distance sépare les lieux où furent retrouvés les deux corps. Holmes, qui continue ses investigations dans la nuit du 7 au 8 octobre, parcourt cette distance en 20 minutes en marchant normalement et déduit que les deux meurtres ont bien pu être commis par la même personne.
Holmes note que le meurtrier a égorgé sa victime de la même façon que Stride, renforçant l'idée qu'il devait être droitier. Le détective considère que le corps de la victime a été mutilé de la même manière qu'un porc est éventré dans un abattoir, ce qui le pousse à conclure que le meurtrier est ou a été un boucher. Eddowes portait également un tablier dont un morceau a été découpé puis retrouvé quelques rues plus loin à l'entrée d'un immeuble où avait été ajoutée une inscription antisémite écrite à la craie.
Mary Jane Kelly
Le cinquième et dernier crime attribué à « Jack l'Éventreur » est commis dans la nuit du 8 au 9 novembre 1888 à Miller's Court. La victime, Mary Jane Kelly, âgée d'environ 25 ans, était une prostituée beaucoup plus jeune que les autres victimes du tueur. Le tueur a pour la première fois agi dans un espace fermé (la chambre de la victime), ce qui lui a laissé plus de temps pour réaliser son dessein.

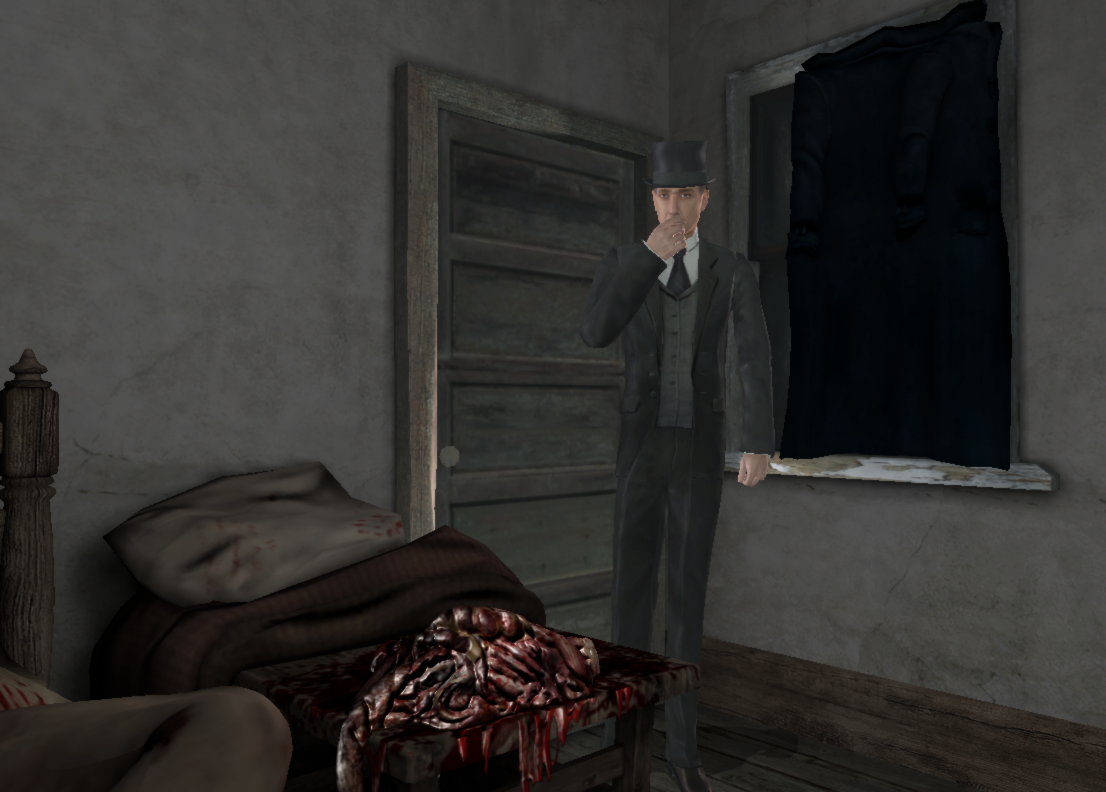
Sherlock Holmes, découvrant avec horreur le corps mutilé de Mary Jane Kelly, dans sa chambre donnant sur Miller's Court. On distingue le genou gauche de la victime.

Dans le jeu, Watson sort de sa chambre du 221B Baker Street le 9 novembre à l'aube et arrive dans la pièce commune où il trouve Holmes prêt à partir sur les lieux du crime. Le détective a été informé par les Baker Street Irregulars de l'évènement qui vient de se produire à Miller's Court. Les deux compagnons se rendent sur les lieux du crime, où ils trouvent Thomas Bowyer, un ami de la victime ayant découvert le corps (Thomas Bowyer est un témoin véridique de l'affaire). Alors que Watson reste auprès de Bowyer, Holmes décide d'entrer dans la chambre de la défunte. Dans une courte cinématique, on voit Holmes entrer dans la chambre et être frappé par l'horreur de la scène. L'angle de vue ne permet pas au joueur de voir lui-même le cadavre. Holmes ressort peu de temps après et dissuade Watson d'entrer à son tour dans la pièce.
De retour à Baker Street, Holmes reconstitue le cadavre de la jeune victime dans de la terre glaise à partir de ses souvenirs. Le joueur étudie donc les blessures infligées au corps de Kelly par l'intermédiaire de ce modèle, et découvre notamment que le cœur de la victime a été emporté par le meurtrier. Le Docteur Watson, qui découvre les atrocités infligées au corps en même temps que le joueur, est choqué devant un tel déchaînement de la part du meurtrier. Holmes, en revanche, reste très calme : il est proche de connaître l'identité du tueur et a l'intention de le retrouver avant la tombée de la nuit.
Martha Tabram, la toute première victime
Le 9 octobre 1888, Holmes décide de se rendre à la Central News Agency pour y chercher des informations relatives aux meurtres survenus au cours de l'année dans le quartier de Whitechapel et qui auraient pu être commis par Jack l'Éventreur avant le meurtre de Mary Ann Nichols survenu le 31 août. Le détective trouve alors une enveloppe avec des témoignages concernant « l'affaire Emma Smith », survenue en avril, et « l'affaire Martha Tabram », survenue début août. Ces deux meurtres ont tous les deux véritablement eu lieu en 1988.
D'après Holmes, Emma Smith, prostituée occasionnelle agressée le 2 avril 1888 par un groupe de trois à quatre hommes et morte de ses blessures, ne peut pas être une victime de « Jack l'Éventreur ». En effet, son agression ne correspond pas à la façon dont le meurtrier a attaqué les autres victimes, sans compter que l'affaire, datant d'avril, semble trop distante des autres crimes perpétrés cinq à sept mois plus tard. Si Jack l'Éventreur avait été l'un des meurtriers, il aurait donc fallu qu'il agisse en groupe quelques mois avant d'agir seul, ce qui semble peu probable pour Holmes comme pour la plupart des ripperologues.
En revanche, le meurtre de Martha Tabram semble se rapprocher des autres meurtres, et Holmes conclut qu'il s'agit de la première victime de « Jack l'Éventreur ». Martha Tabram était une prostituée de 39 ans dont le corps fut retrouvé sans vie au premier étage d'un immeuble d'habitations à l'aube du 7 août 1888. Tabram est morte poignardée de 39 coups de couteau. C'est le lieu du meurtre, situé au milieu des autres scènes de crime du tueur, qui retient principalement l'attention de Sherlock Holmes dans le jeu. L'attribution du meurtre de Martha Tabram à « Jack l'Éventreur » n'est pas acceptée par la plupart des ripperologues, mais s'inscrit dans le débat existant au sein des spécialistes sur cette question,.

#### Les dépositions des témoins

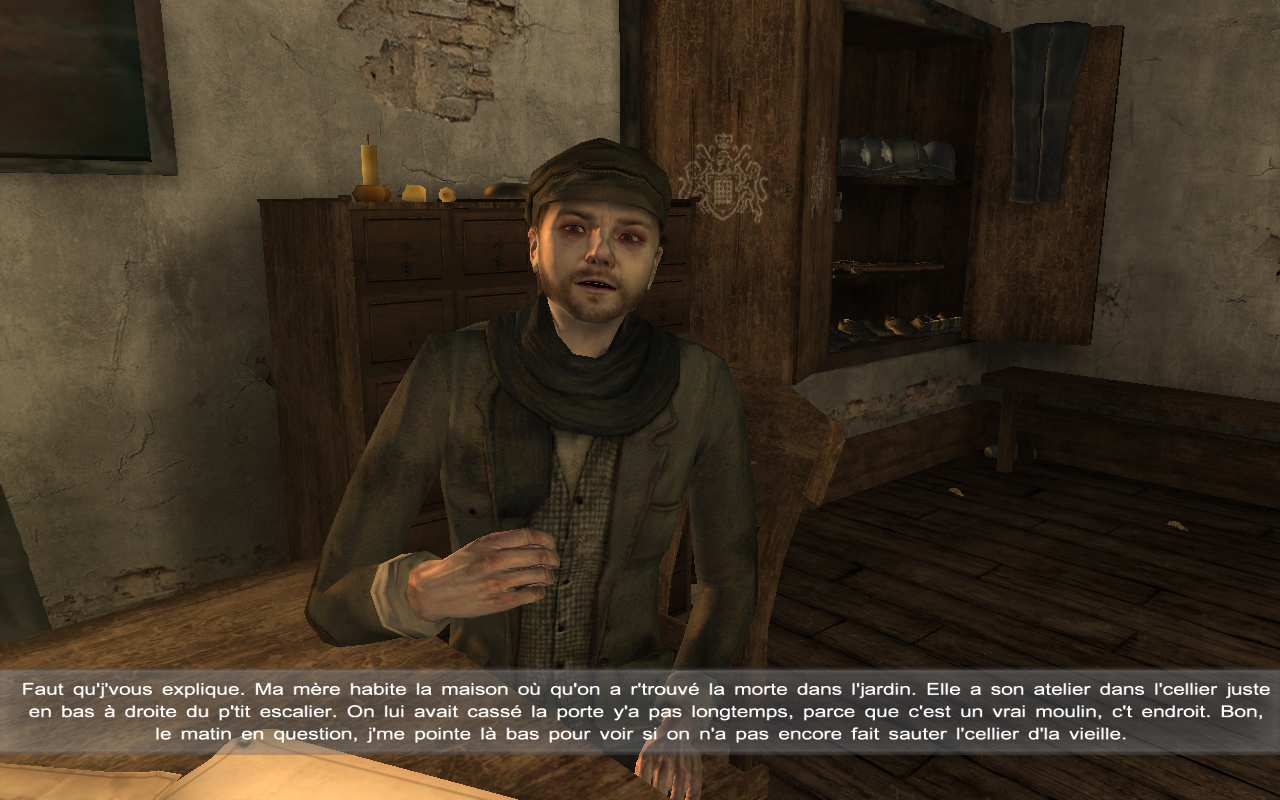
John Richardson, rencontré par Watson au commissariat de Whitechapel, est un témoin ayant réellement existé.

Au cours du jeu, Holmes et Watson s'intéressent à plusieurs témoignages concernant les meurtres d'Annie Chapman, Elizabeth Stride et Catherine Eddowes. Tous ces témoignages ont véritablement fait partie de l'affaire des meurtres de Whitechapel en 1888.
- John Richardson, témoin à propos du meurtre d'Annie Chapman, est rencontré par Watson au commissariat de Whitechapel. Sa déposition est fidèle à celle de la véritable affaire[23].
- Les véritables dépositions d'Albert Cadosh et d'Elizabeth Long, à propos du meurtre d'Annie Chapman, sont retrouvées par Sherlock Holmes dans la corbeille du commissariat[24],[25].
- Concernant le meurtre d'Elizabeth Stride, Sherlock Holmes étudie les témoignages d'Israël Schwartz, un passant ayant aperçu Elizabeth Stride quelques minutes avant sa mort, et de William Smith, un policier chargé de faire la ronde dans le quartier de Whitechapel. Dans le jeu, Smith décrit le meurtrier comme ayant environ 26 à 28 ans et mesurant 5 pieds 8 pouces, tandis que dans la déposition d'origine, il lui donne 28 ans pour une taille de 5 pieds 7 pouces[26],[27].
- Concernant le meurtre de Catherine Eddowes, Holmes rencontre un témoin fictif, Abraham Solomonovitch, qui rapporte à Holmes trois témoignages réels déposés par Joseph Lawende[28], Joseph Hyam Levy[29] et Harry Harris[30], ayant tous les trois aperçu la victime en compagnie de son meurtrier juste avant la survenue du crime.

#### La lettre «Dear Boss» et Thomas Bulling

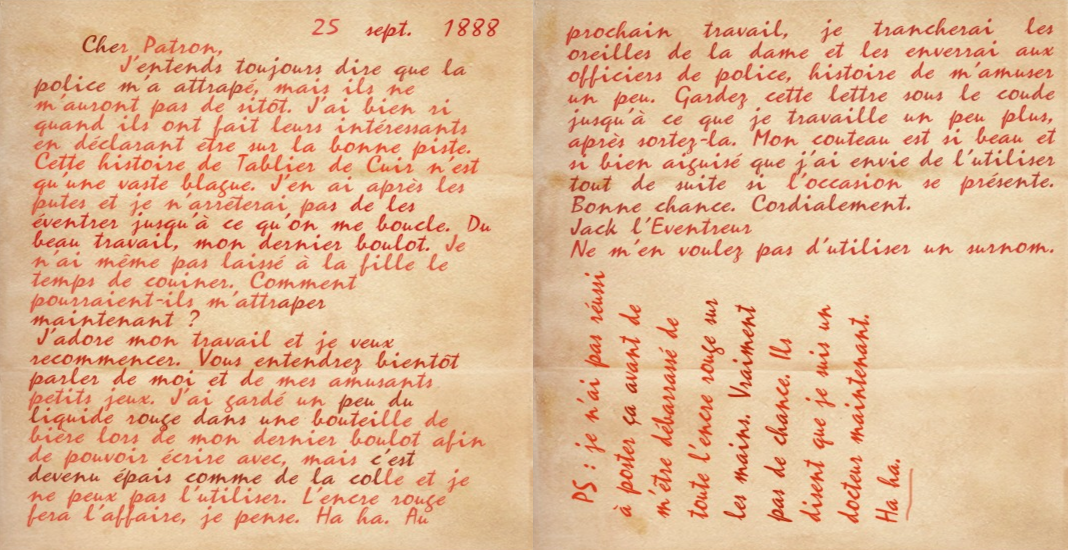
La traduction française de la lettre « Dear Boss » dans le jeu (recto et verso).

Une partie de l'enquête de Sherlock Holmes dans le jeu est consacrée à la lettre « Dear Boss », ayant eu un fort retentissement dans l'affaire Jack l'Éventreur de 1888. La lettre, reçue par la Central News Agency le 27 septembre 1888, est signée « Jack the Ripper » (Jack l'Éventreur). Son auteur y revendique plusieurs meurtres sans nommer les victimes, et affirme qu'il projette de commettre bientôt d'autres meurtres semblables.
Dans le jeu, l'inspecteur Abberline confie la lettre à Sherlock Holmes au cours d'une entrevue au commissariat de Whitechapel. La lettre du jeu respecte l'aspect général de la lettre originale : encre rouge, papier teinté, écritures verticales au verso.
Au cours de son enquête, Sherlock Holmes aboutit à l'idée, très débattue parmi les spécialistes de l'affaire « Jack l'Éventreur », que cette lettre est un canular journalistique dont l'auteur serait Thomas Bulling, journaliste de la Central News Agency.
Thomas Bulling a véritablement vécu et a travaillé à la Central News Agency à l'époque des meurtres. Toutefois, seuls quelques maigres indices permettent d'établir un lien entre Bulling et cette lettre dans la véritable affaire. L'idée selon laquelle Thomas Bulling aurait écrit la lettre « Dear Boss » reste donc une théorie du scénariste du jeu.

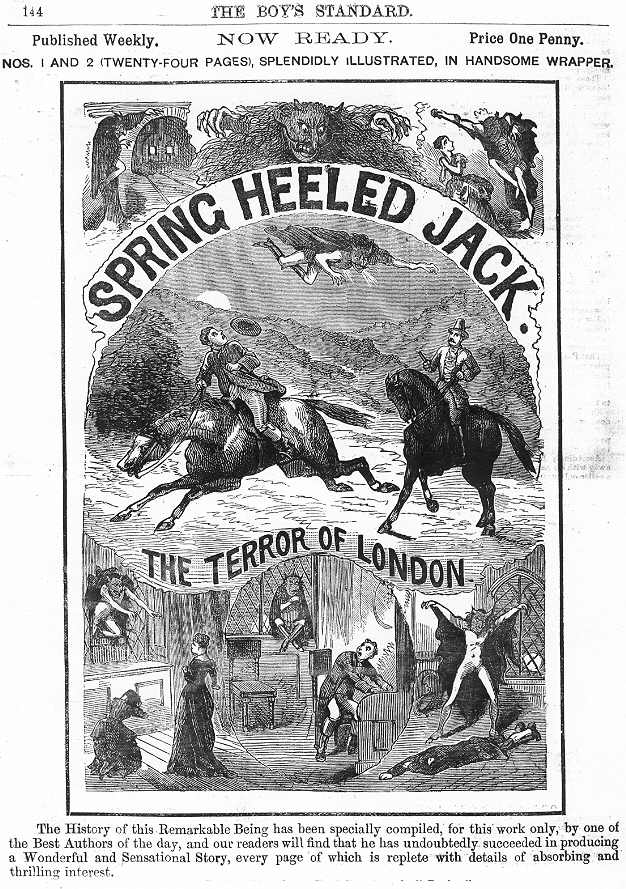
Le vrai journal The Boy's Standard qu'a lu Bulling dans le jeu.

Le seul véritable témoignage accusant Bulling d'être le faussaire provient d'une lettre découverte en 1993 et écrite par John Littlechild, alors chef du Département Secret de Scotland Yard à l'époque des crimes de Whitechapel. Littlechild explique dans cette lettre que le rédacteur de la lettre « Dear Boss » est un journaliste de la Central News Agency du nom du Bullen (qui serait une déformation orale de Bulling), et que le nom de Jack l'Éventreur a été inventé par son supérieur Charles Moore. Il est par ailleurs notable que Bulling est le journaliste qui a transféré la lettre « Dear Boss » à Scotland Yard le 29 septembre 1888.

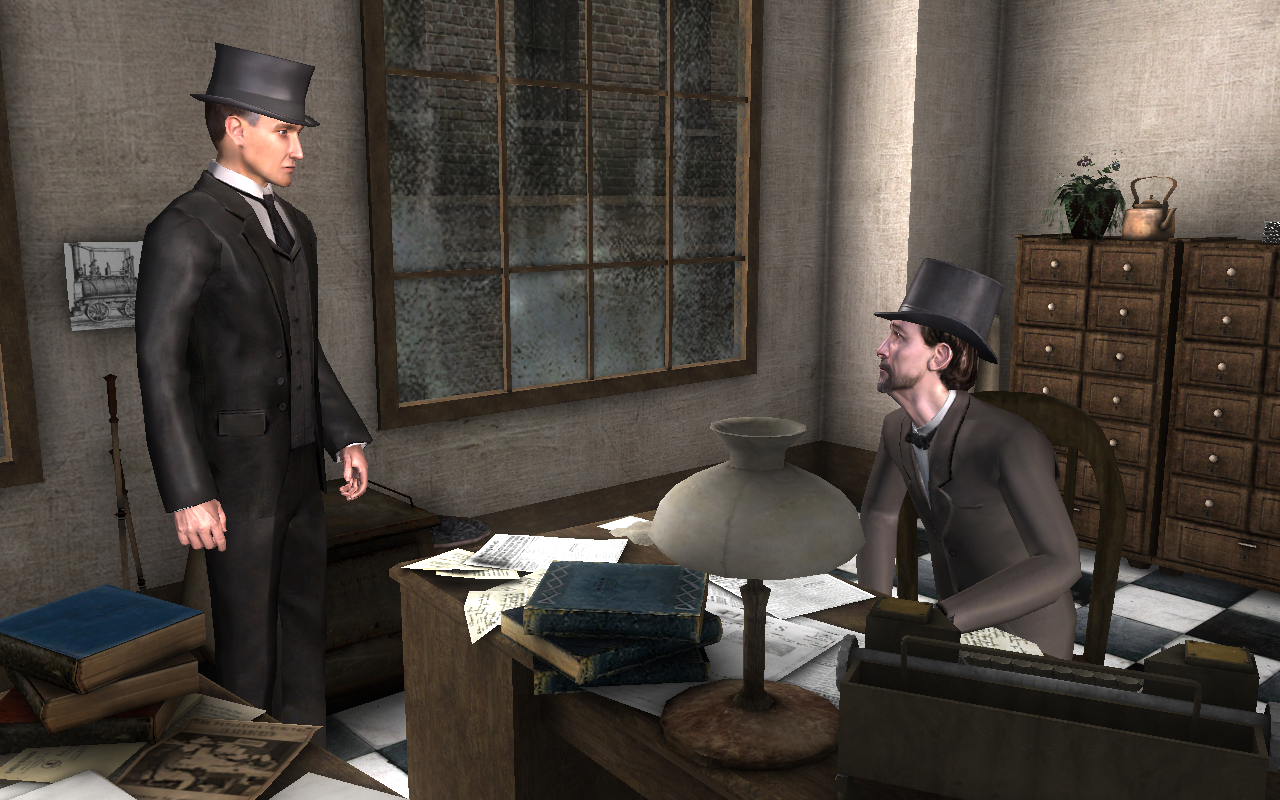
Sherlock Holmes, rencontrant Thomas Bulling à la Central News Agency.

Dans le jeu, Bulling est présenté comme un journaliste alcoolique à la recherche d'un « scoop » qui lui assurerait une plus grande reconnaissance de ses supérieurs. Bulling était effectivement un journaliste connu pour ses excès avec l'alcool. Par ailleurs, Holmes découvre à la Central News Agency un message à destination de Bulling écrit par Charles Moore, où ce dernier se réjouit de l'influence qu'a eue la lettre « Dear Boss » sur Scotland Yard. Ce message est purement fictif, mais vient mettre en avant la théorie d'une complicité entre Moore et Bulling évoquée dans la lettre de Littlechild.
Frogwares simplifie néanmoins cette théorie dans le jeu, et avance que ce serait Thomas Bulling qui aurait inventé le surnom « Jack l'Éventreur », et non Moore. Dans le jeu, Bulling se serait inspiré du nom d'un autre agresseur célèbre du folklore britannique de l'époque victorienne : Jack Talons-à-Ressort (Spring-Heeled Jack). Plusieurs indices montrent dans le jeu que Bulling se serait longuement documenté sur Spring-Heeled Jack. On retrouve ainsi dans le Wasp's Nest, un pub fréquenté par Bulling, le journal intitulé le Boy's Standard, racontant en détail l'affaire Spring-Heeled Jack. Bien que seule la couverture du journal soit présente dans le jeu et que sa date de parution n'y soit pas indiquée, on peut reconnaître qu'il s'agit de la véritable édition du Boy's Standard datant du 8 janvier 1886. Un peu plus tard dans le jeu, Holmes trouvera au siège de la Central News Agency un brouillon de Bulling sur lequel ce dernier a noté les différents surnoms qu'il pourrait donner au tueur. On trouve parmi ces noms quelques inventions comme « Le Faucheur Sanglant » ou encore « Docteur Meurtre ».

#### L'inscription de Goulston Street

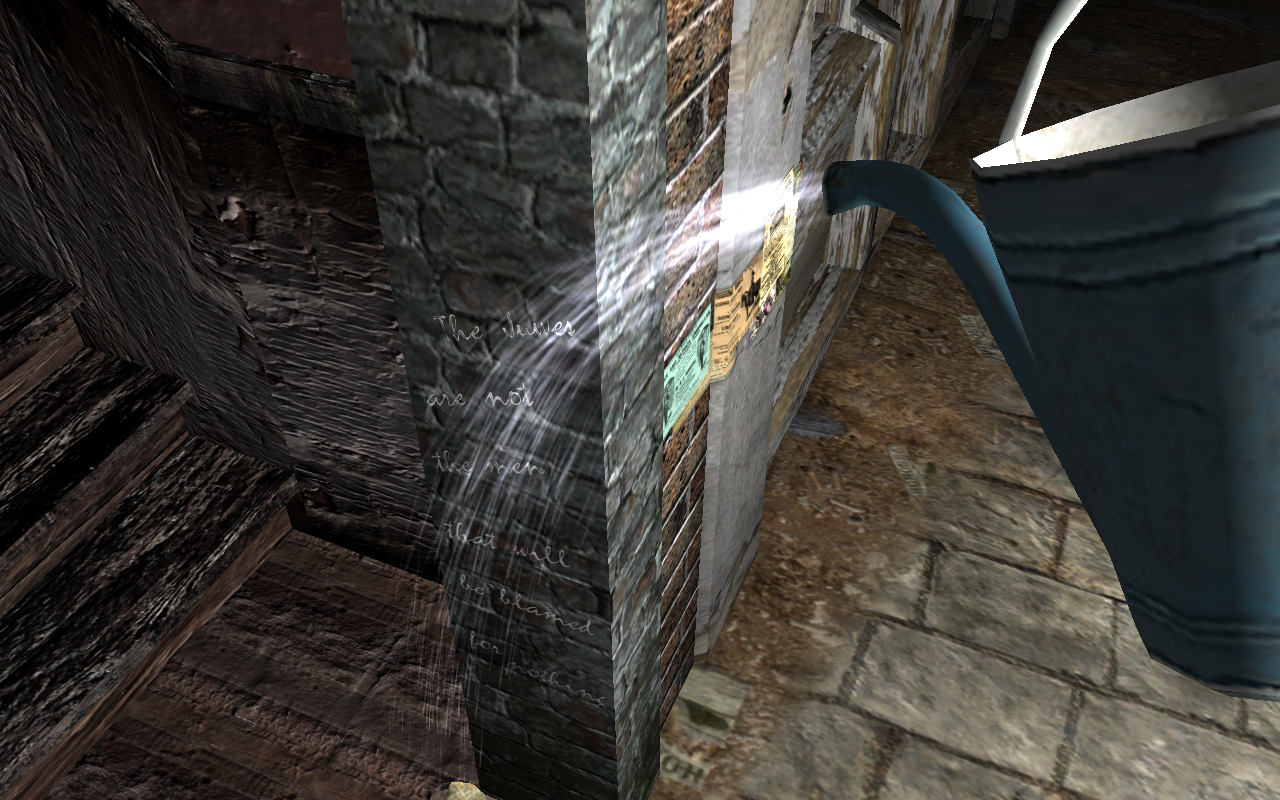
L'inscription tracée à l'entrée d'un immeuble de Goulston Street : « The Juwes are not the men that will be blamed for nothing ». Ici, Sherlock Holmes réalise une expérience pour reconstituer le temps pluvieux du 30 septembre au petit matin.

Au cours de la véritable affaire de 1888, un message attribué à « Jack l'Éventreur » est retrouvé écrit à la craie sous le porche d'un immeuble d'habitation. Le message, découvert le soir du meurtre de Catherine Eddowes à quelques rues de la scène du crime, est immédiatement relié au meurtre car Scotland Yard retrouve également, sous le même porche, un morceau de tablier ensanglanté que portait Catherine Eddowes au moment où elle fut assassinée. Le message, mal orthographié et de type antisémite, est le suivant : « The Juwes are not the men that will be blamed for nothing » (« Les Juifs ne seront pas blâmés pour rien »).
Dans le jeu, une partie de l'enquête de Sherlock Holmes est consacrée à ce message. Plusieurs jours après le meurtre de Catherine Eddowes, Holmes et Watson se rendent dans Goulston Street où a été écrit le message. Holmes souhaite déterminer si l'inscription a véritablement été écrite le soir du meurtre et non au cours de la journée, auquel cas cet élément n'aurait aucun lien avec le meurtre d'Eddowes. Holmes sait que le soir du meurtre, le temps était pluvieux. L'inscription ayant été effacée par la police après sa découverte, Holmes la retrace à la craie à l'endroit même où elle fut découverte, puis verse dessus un filet d'eau à l'aide d'un arrosoir. L'inscription s'efface rapidement, et le détective conclut que si l'inscription avait été inscrite plusieurs heures avant qu'elle ne soit découverte, elle aurait de toute évidence été effacée par la pluie. Ceci corrobore l'idée que ce serait bien le meurtrier qui l'aurait écrite.

#### L'inspecteur Abberline

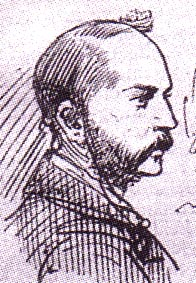
Esquisse du véritable inspecteur Abberline.

L'inspecteur Abberline, chargé de l'affaire des meurtres de Whitechapel en 1888, se retrouve dans le jeu lors de deux courtes séquences. Il fait sa première apparition le 7 septembre 1888 au 221B Baker Street, pour s'entretenir avec Holmes et Watson du meurtre de Mary Ann Nichols. Abberline souhaite que le détective ne mène pas l'enquête en parallèle avec Scotland Yard, de manière que l'image de la police ne soit pas discréditée dans le quartier de Whitechapel déjà réticent envers les forces de l'ordre.
L'enquête prenant dès le lendemain de cette visite une nouvelle ampleur avec le meurtre d'Annie Chapman, le détective décide malgré la demande d'Abberline de continuer à mener l'enquête, tout en se déguisant lors de ses venues à Whitechapel pour éviter d'être reconnu.
La seconde entrevue entre Holmes et Abberline se déroule au commissariat de Whitechapel, dans la nuit du 29 au 30 septembre 1888. Abberline, voyant que le détective n'a pas abandonné l'affaire comme prévu, se montre très distant vis-à-vis de Holmes et lui affirme que le meurtrier est sur le point d'être arrêté. Abberline vient en effet de recevoir la lettre « Dear Boss » signée « Jack l'Éventreur », et est persuadé qu'il s'agit là d'un indice capital, qui va lui permettre de retrouver rapidement l'auteur des crimes. La suite de l'enquête montrera que cette lettre était un canular.
Dans le jeu, Abberline semble toujours avoir un certain retard dans son enquête et ses conclusions par rapport à Sherlock Holmes. Lorsque Abberline reçoit la lettre « Dear Boss » et pense à un indice capital, Holmes n'est pas étonné et sait déjà que le journaliste Thomas Bulling a un lien étroit avec cet élément de l'enquête. Ainsi, le joueur assiste aux erreurs de la police qui l'amèneront à un échec dans cette affaire, tandis que Holmes parvient à mieux cerner l'identité du meurtrier.

#### Le profil du meurtrier
À la fin de l'aventure, le joueur cherche à déterminer l'apparence physique et le lieu d'habitation du meurtrier en confrontant à chaque fois un ensemble de témoignages, d'observations et de déductions réunis par Sherlock Holmes au cours de son enquête. Presque à chaque fois, l'examen est peu aisé à cause du manque de concordance des témoignages.
Grâce au « tableau de déduction général », Holmes a pu montrer que le meurtrier est un homme pauvre, droitier et possédant une grande force physique. C'est aussi un homme qui a « des comptes à régler avec la communauté juive ». L'homme est (ou a été) boucher, et non médecin. Enfin, il semble que les mutilations portées au visage des victimes ne sont pas anodines et correspondent à l'émaciation que subit le visage d'un enfant lorsque celui-ci est atteint par la syphilis. Holmes en déduit que le meurtrier aurait un enfant atteint de cette maladie, et s'en prendrait à des prostituées pour se « venger », les prostituées étant un important vecteur de transmission de cette maladie.
Tous les éléments liés à l'apparence physique du meurtrier proviennent des observations des quatre témoins ayant aperçu le meurtrier : Elizabeth Long, le policier Smith, Joseph Lawende et Joseph Hyam Levy. Il est important pour le détective de remarquer que les deux derniers témoignage semblent être les plus fiables, car les deux Joseph ont vu le suspect de face, dans une rue bien éclairée.
Sa taille
Si le policier Smith pense avoir aperçu un homme d'environ 5 pieds 8 pouces et Joseph Lawende un homme de 5 pieds 7 pouces, ce n'est pas le cas d'Elizabeth Long et Joseph Hyam Levy, qui spécifient tous deux avoir vu un homme de 5 pieds 3 pouces.
Sherlock Holmes remarque l'étrange divergence entre les témoignages de Levy et Lawende alors que tous deux ont assisté à la même scène. Le détective donne plus de poids au témoignage de Levy, qui semble avoir regardé le suspect avec plus d'attention que son ami d'après les témoignages obtenus, et élimine l'estimation de Lawende. Ainsi, deux témoins affirment avoir vu un homme de 5 pieds 3 pouces, tandis qu'un seul affirme que l'homme faisait 5 pieds 8 pouces. Le détective estime alors que Smith a dû faire une erreur d'estimation tout comme Lawende, ces deux témoins ayant pu être trompés par le couvre-chef que portait le meurtrier. La taille du meurtrier est donc fixée par Holmes à 5 pieds 3 pouces.
Son âge
L'âge du meurtrier estimé par les témoins varie beaucoup. Smith lui donne 26 ans tandis et Lawende environ 30, tandis que Long estime que l'homme était âgé de 40 ans, voire plus. Le détective tient alors compte du fait qu'il est toujours difficile et approximatif de donner un âge à une personne, surtout lorsque l'individu est regardé de dos, pendant seulement quelques secondes.
Holmes accorde donc pour chaque témoignage une marge d'erreur plus ou moins grande en fonction de sa pertinence. Le détective estime que Lawende, qui a vu l'homme dans une rue bien éclairée, n'a pu se tromper que de cinq ans tout au plus dans son estimation, et qu'ainsi l'homme pouvait avoir entre 25 et 35 ans. Pour les témoignages de Smith et Long, qui ont aperçu l'homme dans la pénombre, la tolérance accordée est de 10 ans. Ainsi, l'homme vu par Smith pourrait avoir entre 16 et 36 ans, et celui vu par Long entre 30 et 50 ans. Pour chaque témoignage, l'âge du meurtrier peut donc être compris dans une fourchette allant de 30 à 35 ans, et Holmes conclut que le meurtrier a aux alentours de 33 ans.
La teinte de ses cheveux
Concernant la teinte de la pilosité du meurtrier, Joseph Lawende affirme avoir vu un homme à la moustache claire mais Elizabeth Long affirme avoir vu un homme aux cheveux et à la moustache sombres, tout comme Smith qui dit avoir aperçu un homme à la moustache « marron foncé ».
Une fois encore, l'éclairage sous lequel a été vu le suspect joue un grand rôle. Avec peu de lumière, des cheveux et une moustache clairs peuvent paraître plus foncés, ce qui aurait trompé Smith et Long. Le détective conclut donc que le meurtrier porte une moustache et des cheveux de couleur claire.
Sa tenue vestimentaire
L'étude de la tenue vestimentaire du meurtrier permet à Holmes de savoir à quelle classe sociale celui-ci pouvait appartenir. Elizabeth Long décrit un homme portant un deerstalker brun et une veste sombre. Smith affirme que l'homme portait un costume noir avec « une sorte de casquette » sombre. Joseph Lawende décrit lui aussi un homme portant une veste sombre, ainsi qu'une casquette grise.
Si Lawende et Long décrivent ainsi la tenue d'un homme de la classe ouvrière, le témoignage de Smith ne va pas dans cette logique puisqu'un ouvrier ne pourrait pas être habillé d'un costume. Holmes tient alors compte du fait que le policier Smith est un habitué de Whitechapel, qui rencontre chaque jour des gens vivant dans une grande misère, et qu'il a ainsi pu appeler « costume » une simple veste qui se démarquait légèrement par rapport au quotidien du quartier. Pour Holmes, le meurtrier est donc d'une basse classe sociale, ce qui s'accorde avec l'idée qu'il s'agit d'un boucher et non d'un médecin.
Son lieu d'habitation

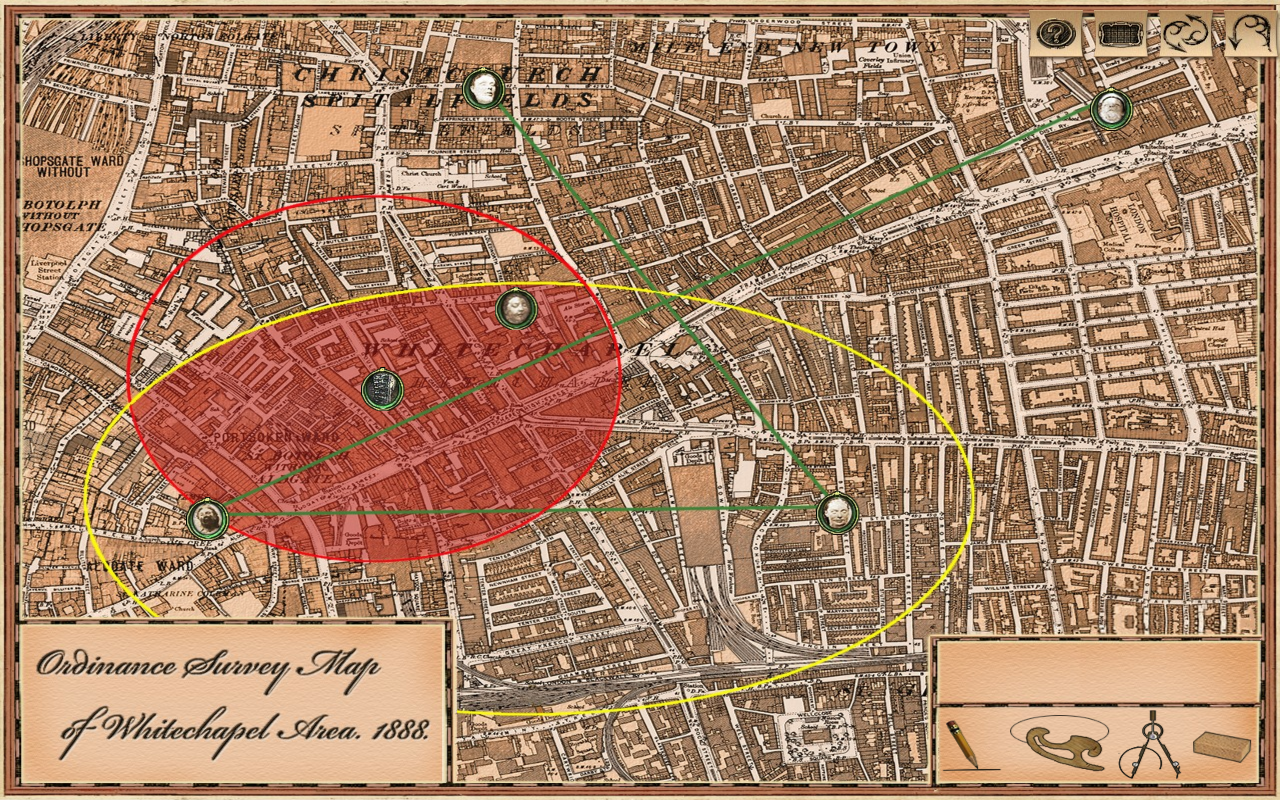
En recoupant un ensemble d'éléments de l'enquête, Holmes parvient à localiser la zone d'habitation du tueur : il s'agit du quartier d'Aldgate, ici coloré en rouge.

Pour déterminer le quartier de résidence du tueur, le détective utilise une carte de Whitechapel qu'il complète petit à petit avec les différents éléments à sa disposition, de manière à cercler le plus précisément possible la zone d'habitation du meurtrier.
Lorsque Holmes se livre à cette recherche, le meurtre de Mary Jane Kelly n'a pas encore été commis. Le détective s'intéresse tout particulièrement au « double meurtre » de la nuit du 29 au 30 septembre, qui a laissé très peu de temps au tueur pour se rendre d'un lieu à un autre, tout en ayant pu changer ses vêtements tachés de sang par le premier meurtre en faisant une halte de quelques minutes à son domicile. Pour le détective, l'homme qu'il recherche habite forcément dans un espace assez étroit situé entre l'emplacement de ces deux meurtres. Cette zone correspond à l'ovale jaune sur la carte ci-contre.
De plus, l'homme a pris un très grand risque en allant écrire un message sur un mur de Goulston Street après son deuxième meurtre. Pour Holmes, le tueur n'a pu prendre ce risque qu'en sachant qu'en cas de problème, son repli jusqu'à son domicile serait très rapide. Holmes estime que le meurtrier doit résider à l'intérieur d'une zone très resserrée (cerclée en rouge) autour du lieu où l'inscription a été tracée. Ainsi, en recoupant les deux espaces précédemment définis, le détective finit par délimiter la zone d'habitation de « Jack l'Éventreur », qui correspond au quartier d'Aldgate, voisin de Whitechapel.

#### Les suspects, le meurtrier
Le joueur rencontre au cours de l'enquête certains des véritables suspects de Scotland Yard à l'époque des meurtres, ainsi que des personnes n'étant devenues des suspects que plus récemment à la suite du travail des « ripperologues ». Après de nombreuses fausses pistes, Sherlock Holmes découvre dans le jeu l'identité de « Jack l'Éventreur », bien que l'affaire « Jack l'Éventreur » n'ait en réalité jamais été résolue.
Docteur Francis Tumblety

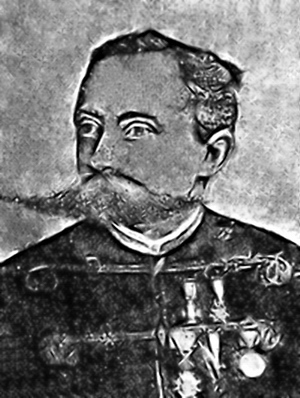
Représentation de Francis Tumblety réalisée à la fin du XIXe siècle

Le Docteur Tumblety, qui apparaît dans le jeu, est un suspect qui a véritablement vécu dans le quartier de Whitechapel fin 1888. Plusieurs éléments à sa charge en font un suspect crédible. Les éléments les plus importants sont évoqués dans le jeu : d'une part, il vouait une haine aux femmes, qu'il qualifiait de « bétail », et considérait que seules les relations entre hommes étaient « dignes ». D'autre part, il possédait une importante collection d'organes humains, et notamment une douzaine d'utérus, organe qui a été enlevé sur plusieurs des victimes. Malgré ces éléments à charge, Sherlock Holmes finit par conclure que Tumblety n'a pas pu être le meurtrier, certaines des observations du détective ne pouvant pas s'accorder avec l'hypothèse de sa culpabilité.
James Hardimann
James Hardimann, qui apparaît dans le jeu, résidait au-dessus du 29, Hanbury Street où a été retrouvé le corps d'Annie Chapman. James Hardimann est un suspect ayant plusieurs éléments à charge contre lui, étant notamment un ancien boucher. Dans le jeu, Holmes a également établi que le meurtrier devait avoir un enfant atteint de syphilis, ce qui est le cas de James Hardimann dont la fille et la femme ont succombé à cette maladie. La mort de sa fille arrivant peu de temps avant les premiers meurtres de l'Éventreur, et étant caractérisée par des changements physiques importants au niveau de son visage, Hardimann devient un suspect qui aurait un motif pour réaliser d'éventuels crimes. La conclusion du jeu viendra innocenter Hardimann malgré ces divers éléments. Hardimann est d'ailleurs présenté durant tout le jeu comme un brave homme inoffensif rongé par le malheur, et essayant de continuer à vivre tant bien que mal malgré son désespoir.
Walter Sickert
Walter Sickert, peintre excentrique anglais, fait partie des suspects de l'affaire apparaissant dans le jeu. Les éléments à sa charge sont néanmoins assez faibles. Dans le jeu, le Dr Watson rencontre Walter Sickert dans une maison close, et le jeune artiste alors âgé de 28 ans ne semble absolument pas perturbé par l'angoisse qui règne dans le quartier à propos des meurtres récemment commis. Cependant, Sickert est davantage présenté comme un jouisseur aimant les femmes que comme quelqu'un de dangereux, et la conclusion du jeu vient innocenter ce suspect.
John Pizer
John Pizer a été en 1888 l'un des premiers suspects auquel les meurtres de Whitechapel ont été attribués. Cet homme était surnommé « Tablier de Cuir » (Leather Apron) du fait du tablier qu'il portait constamment sur lui. Le joueur ne rencontre pas cet homme au cours de l'aventure, mais Holmes et Watson enquêtent sur sa personne au début du jeu. John Pizer est présenté avec exactitude comme un homme de sinistre réputation, due à son physique effrayant, et surtout aux violences qu'il avait fait subir à plusieurs prostituées du quartier de Whitechapel au cours des mois ayant précédé le meurtre de Nichols. Dans le jeu, c'est le Docteur Gibbons qui permet d'innocenter Pizer, en répétant à Watson le témoignage d'une jeune prostituée du nom de Margie. Celle-ci, ayant été auparavant violentée par Pizer, avait reconnu son agresseur grâce à son visage terrifiant parmi une foule de curieux venus observer un incendie survenu dans des entrepôts au même moment qu'avait lieu le meurtre de Mary Ann Nichols, et ne l'avait pas quitté des yeux jusqu'à ce que la foule se dissipe à une heure tardive qui rend impossible la culpabilité de Pizer. L'homme, malgré ses multiples vices, n'était donc pas « Jack l'Éventreur ».
George Cullen, alias « Squibby »

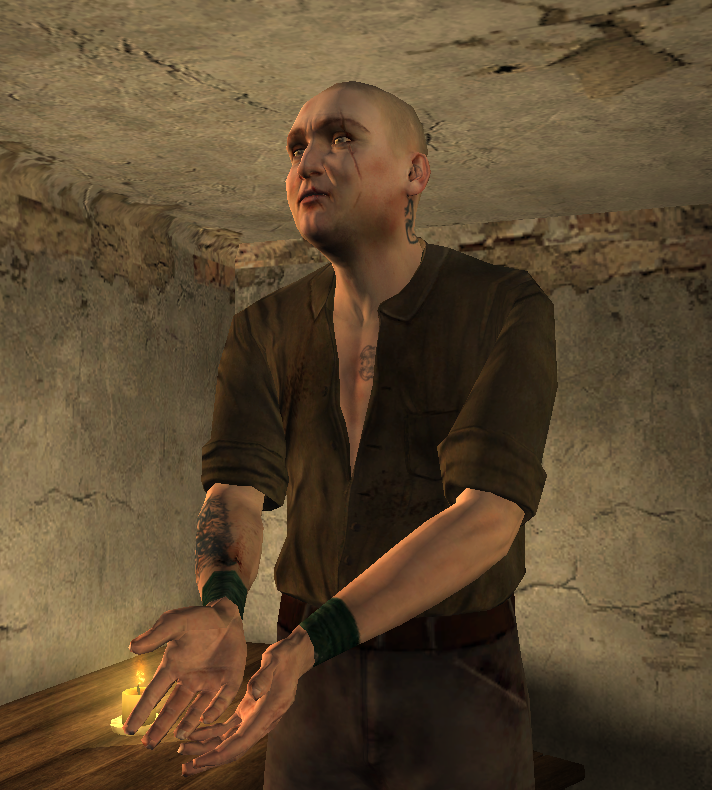
« Squibby », ici dans une cellule du commissariat de Whitechapel après l'émeute dans laquelle il a été impliqué.

George Cullen, uniquement désigné dans le jeu par son surnom « Squibby », était à l'époque des meurtres un jeune homme de 25 ans musclé et très tatoué, qui gagnait sa vie en participant à divers paris se jouant dans les rues de Whitechapel. Holmes rencontre Cullen au cours de son enquête, en apprenant que le jeune homme a récemment failli être lynché par la foule de Whitechapel qui pensait avoir affaire au meurtrier de Nichols et de Chapman. Très rapidement, le détective comprend que « Squibby » n'a aucune part de responsabilité dans l'affaire et que ses déboires avec la police sont sans rapport avec les meurtres de Whitechapel.
Abraham Solomonovitch
Abraham Solomonovitch est un commerçant juif de Whitechapel imaginé par Frogwares, jouant un rôle important dans le jeu. C'est notamment cet homme qui confie à Holmes le témoignage de Joseph Lawende et Joseph Levy concernant le meurtre d'Eddowes. Malgré sa collaboration avec Holmes et Watson, Solomonovitch fait partie des suspects du détective. Cet homme a été boucher par le passé, bien qu'il tienne une animalerie au cours du jeu, et il est pauvre. L'élément le plus troublant pour le détective est que Solomonovitch semble avoir d'importants problèmes avec la communauté juive dont il fait pourtant partie. Certains de ses coreligionnaires l'ayant vu collaborer avec le détective, Solomonovitch a été victime d'une dénonciation calomnieuse qui l'a conduit à devoir fermer sa boutique pendant plusieurs jours. Malgré ces quelques éléments à charge, le détective conclura qu'Abraham Solomonovitch est innocent.
Jacob Levy, le meurtrier
Frogwares a décidé de mettre en avant dans ce jeu l'une des théories de certains ripperologues sur l'identité du meurtrier. À la toute fin du jeu, Sherlock Holmes découvre ainsi que « Jack l'Éventreur » est Jacob Levy, un boucher d'Aldgate. Jacob Levy correspond au profil du meurtrier établi par le détective. Outre le fait qu'il est boucher et vit dans le quartier d'Aldgate, Jacob Levy mesure 5 pieds 3 pouces, est âgé de 32 ans, a la moustache et les cheveux clairs, est droitier, a un enfant atteint de syphilis, est pauvre et porte des vêtements d'ouvrier.
La thèse selon laquelle Jacob Levy serait « Jack l'Éventreur » a été mise en avant pour la première fois en 2006 par Paul Roland, dans son livre The Crimes of Jack the Ripper: An Investigation into the World's Most Intriguing Unsolved Case, non traduit en français.

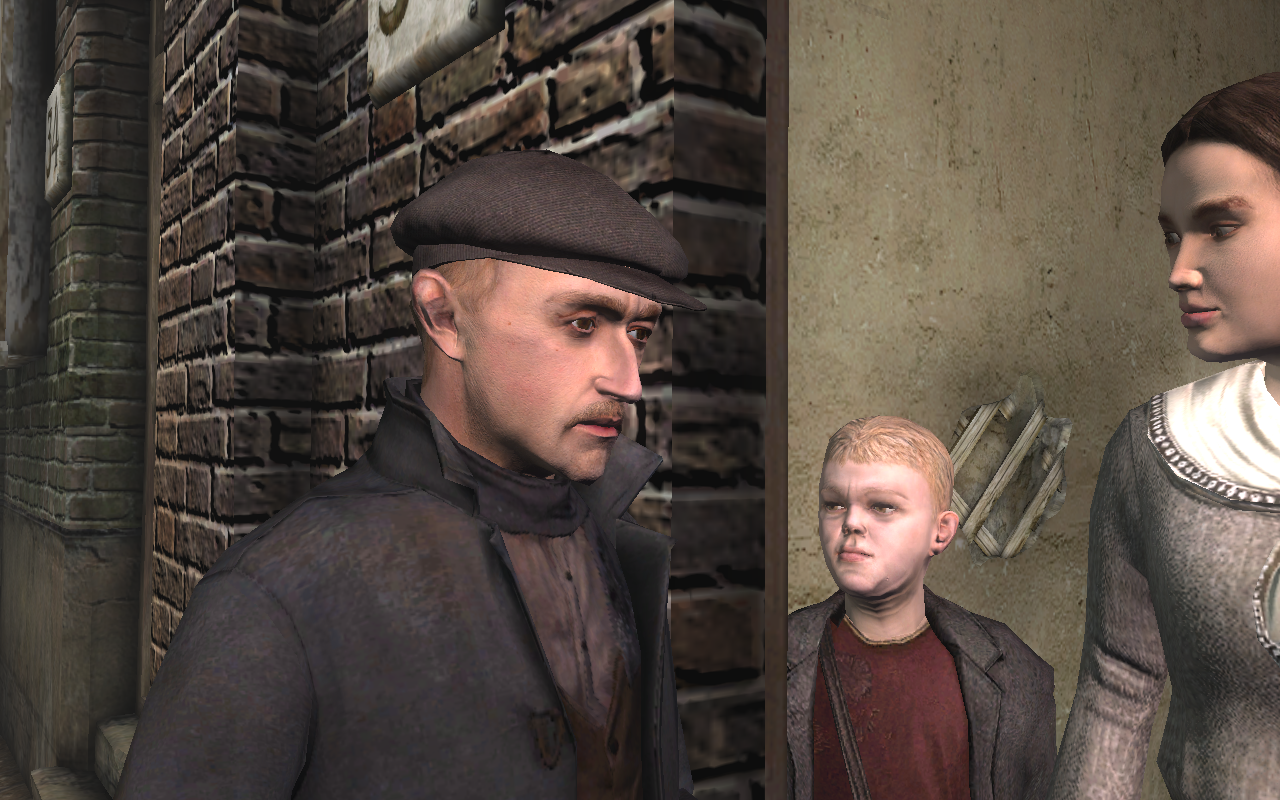
Jacob Levy, à gauche, devant son domicile du 36, Middlesex Street. À droite : Sarah Levy, sa femme, et son fils dont le visage étrangement marqué est un symptôme de la syphilis dont il est atteint.

De confession juive, Jacob Levy vivait à l'époque des meurtres au 36, Middlesex Street à Aldgate en compagnie de sa femme Sarah et de ses enfants. Le numéro 36 avait auparavant été habité par Joseph Hyam Levy, témoin important au cours de l'enquête.
C'est en voulant rencontrer Joseph Hyam Levy que Holmes arrive au 36, Middlesex Street par erreur. Sarah Levy ouvre la porte à Holmes. Découvrant qu'un autre boucher réside désormais à cette adresse, Holmes décide de s'informer discrètement auprès de la jeune femme au sujet de son mari, alors absent de chez lui. Sarah Levy mentionne que son mari est droitier, n'a que 32 ans, et mesure 5 pieds 3 pouces. Le détective comprend qu'il a probablement en face de lui la femme du meurtrier, ce qui se confirme lorsqu'un de ses fils aux cheveux blonds et au visage marqué par la syphilis fait son apparition auprès de sa mère. Le détective met alors un terme à l'entrevue et décide de guetter le retour de Jacob Levy. Les soupçons du détective sont confirmés lorsque l'homme revient à son domicile.

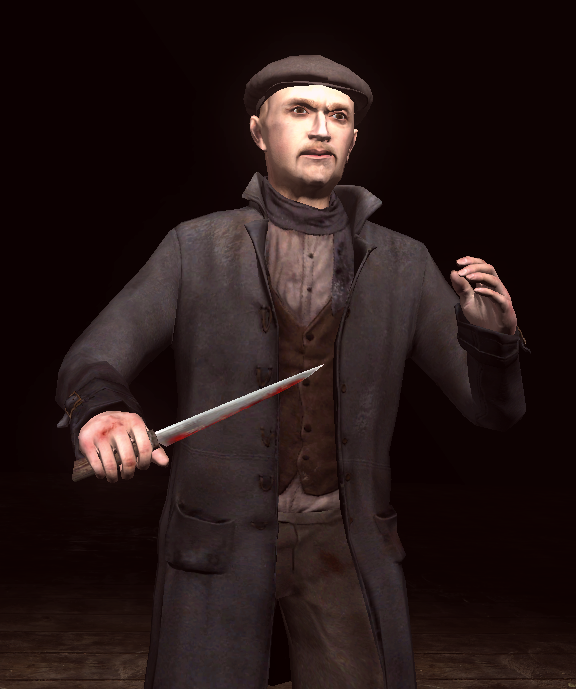
Jacob Levy, mimant ses crimes devant Holmes au cours de la cinématique de conclusion.

Holmes était déjà au courant avant son entrevue avec Sarah Levy que Jacob Levy avait été condamné en 1886 à 12 mois de travaux forcés pour un vol de viande. La victime du vol, un boucher juif du nom de Sampson, était son employeur et avait sa boutique sur Goulston Street. D'après Holmes, Jacob Levy aurait à la suite de cette condamnation été mis à l'écart par la communauté juive victime de son mauvais comportement, ce qui aurait développé chez lui une « haine » envers ses propres coreligionnaires, et l'aurait poussé à écrire le message de Goulston Street dans un esprit de vengeance.
D'autres éléments, non évoqués dans le jeu, viennent appuyer la thèse selon laquelle Jacob Levy pourrait être le meurtrier. En effet, il semble logique que Joseph Hyam Levy et Jacob Levy se connaissaient, les deux hommes exerçant le même métier dans le même quartier, et Jacob Levy ayant succédé à Joseph Hyam Levy au 36, Middlesex Street. L'une des hypothèses avancées par les ripperologues est que le soir du meurtre de Catherine Eddowes, Joseph Hyam Levy n'aurait pas seulement aperçu un homme en compagnie d'Eddowes, mais aurait reconnu son collègue Jacob Levy. Comprenant par la suite qu'il était en mesure de dénoncer le véritable coupable, il aurait préféré garder le silence pour « protéger » Jacob Levy, ou éviter des représailles.

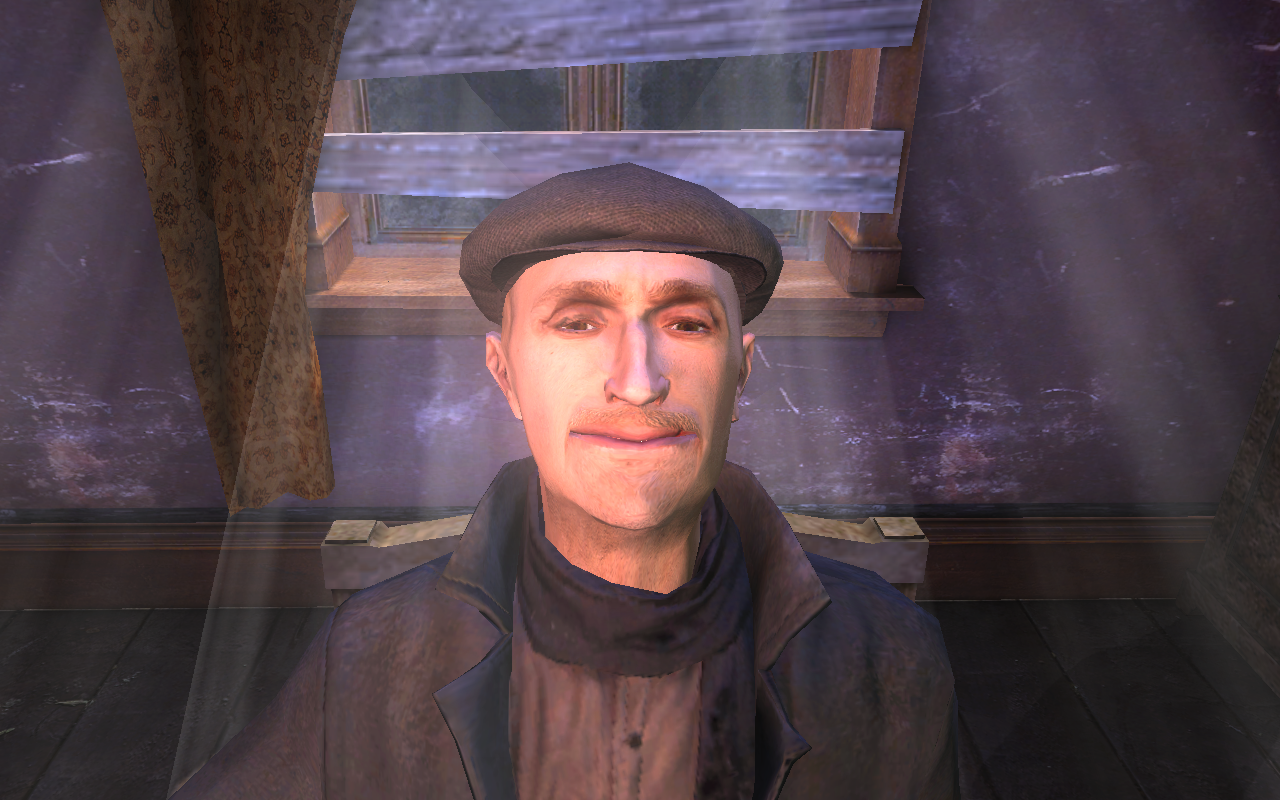
Jacob Levy, arborant un sourire grimaçant après avoir avoué ses meurtres à Sherlock Holmes.

Jacob Levy était par ailleurs connu pour son comportement violent et ses attitudes surprenantes évoquant une certaine névrose « malsaine ». Le 15 août 1890, Jacob Levy a été interné au City of London Lunatic Asylum (en), un l'hôpital psychiatrique, dans le but de le mettre à l'écart de la société. Un témoignage véridique de sa propre femme, non repris dans le jeu, l'accable : « Il affirme que si on ne le retient pas, il pourrait faire du mal à quelqu'un ; il se plaint d'entendre des bruits étranges, pleure sans raison, et se sent obligé de commettre des actes que sa conscience ne peut supporter ». Sarah Levy a aussi déclaré au sujet de son mari : « Il ne dort pas la nuit et erre sans but pendant des heures ».
Holmes se rend le soir du 9 novembre au domicile de Jacob Levy pour que celui-ci avoue sa culpabilité. La scène des aveux est présentée au joueur dans une cinématique silencieuse, au cours de laquelle Levy mime devant Holmes les meurtres qu'il a commis. Malgré sa découverte capitale, le détective décide de ne pas livrer Jacob Levy à Scotland Yard, d'une part parce que le détective affirme servir la « vérité » et non la « justice », d'autre part parce que la révélation de la culpabilité d'un homme juif provoquerait un regain d'antisémitisme dans le quartier de Whitechapel. Holmes laisse donc la liberté à Jacob Levy, qui décèdera finalement le 29 juillet 1891, atteint d'une paralysie totale due à la syphilis.

#### De nombreux détails en rapport avec l'affaire

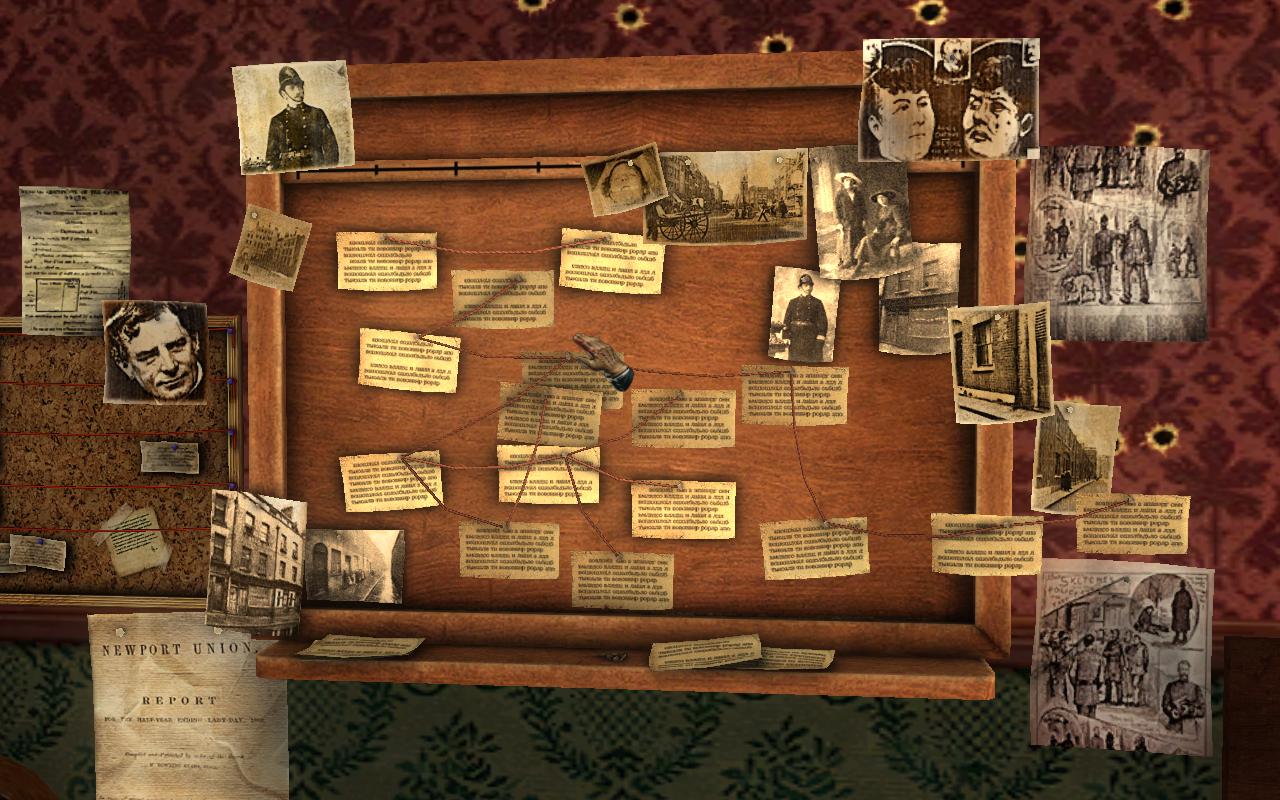
L'un des murs du 221 B Baker Street vers la fin du jeu, couvert de diverses images liées à l'affaire du tueur de Whitechapel.

Pour rendre l'aventure plus réaliste, Frogwares a ajouté à plusieurs endroits du jeu des clins d'œil à l'« affaire Jack l'Éventreur », qui ne sont pas toujours explicités.
Au cours de l'enquête, le joueur trouve plusieurs articles de journaux directement traduits des publications courantes datant de 1888. Il n'est pas précisé dans le jeu que ces articles sont authentiques. Outre les extraits du Star paru le 1er septembre 1888, du Daily News paru le 11 septembre 1888 et du Boy's Standard paru le 8 janvier 1886, le joueur retrouve aussi des extraits du Star du 6 octobre 1888, et de l'hebdomadaire East London Advertiser du 1er septembre 1888.
Les développeurs ont tenu à ce que les traductions de ces articles correspondent parfaitement à ce que les journalistes avaient écrit à l'époque de l'affaire. On retrouve ainsi dans le Daily News du 11 septembre le nom de John Pizer orthographié par erreur « Piser ». Dans le Star du 6 septembre, on retrouve pour désigner Martha Tabram le nom de « Turner », ainsi que le nom de Baker's Row pour désigner la ruelle de Buck's Row. La forme de ces articles (caractères en majuscules, retours à la ligne) a aussi été conservée.
Dans le commissariat de Whitechapel se trouvent deux affiches sur lesquelles on peut lire « Michael Ostrog - The dangerous criminal is searched ». Ostrog a en effet été l'un des nombreux suspects de l'affaire, bien que les éléments montrant sa possible culpabilité soient faibles (il était médecin et on le disait parfois violent avec les femmes). Ostrog avait en revanche un lourd passé de voleur à l'époque des meurtres, ce qui donne une seconde explication à la présence de ces affiches au commissariat.

## Système de jeu

### Généralités

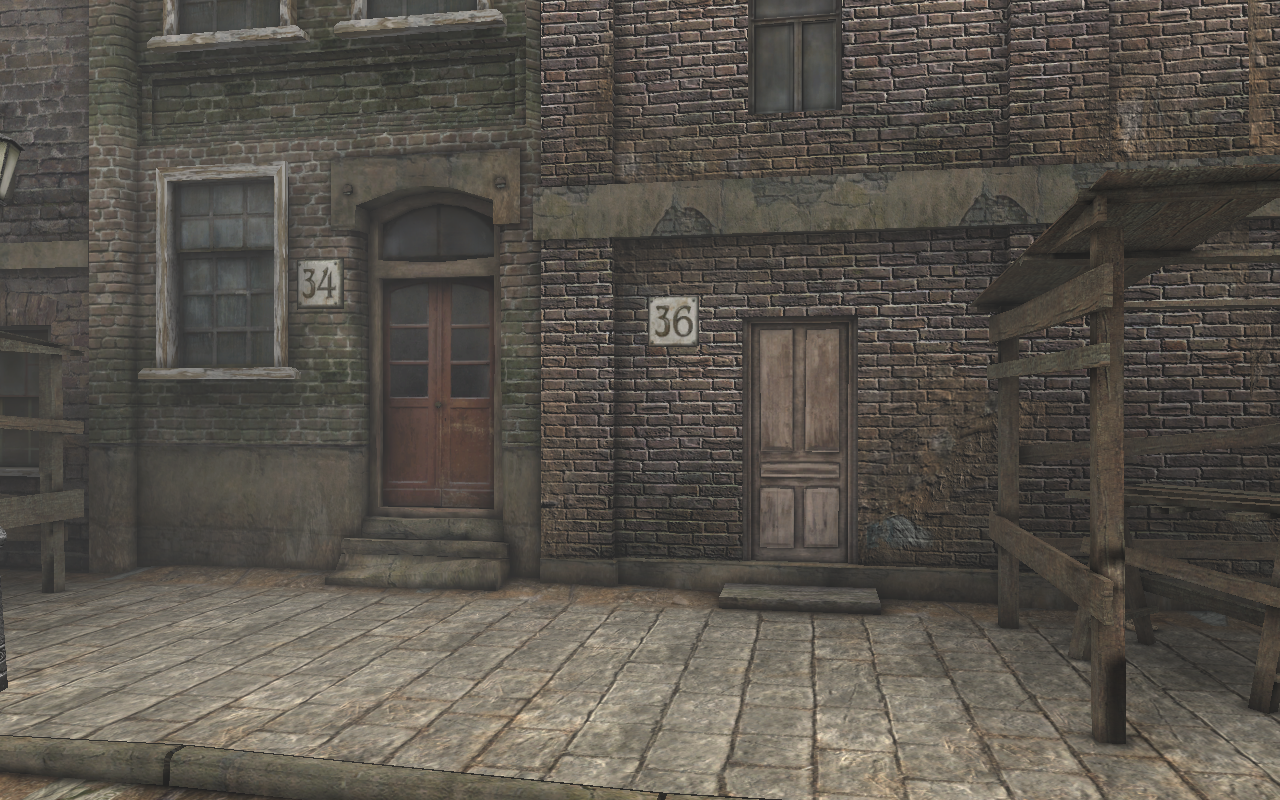
Une perspective en « vision subjective » (1re personne) d'une rue de Whitechapel.

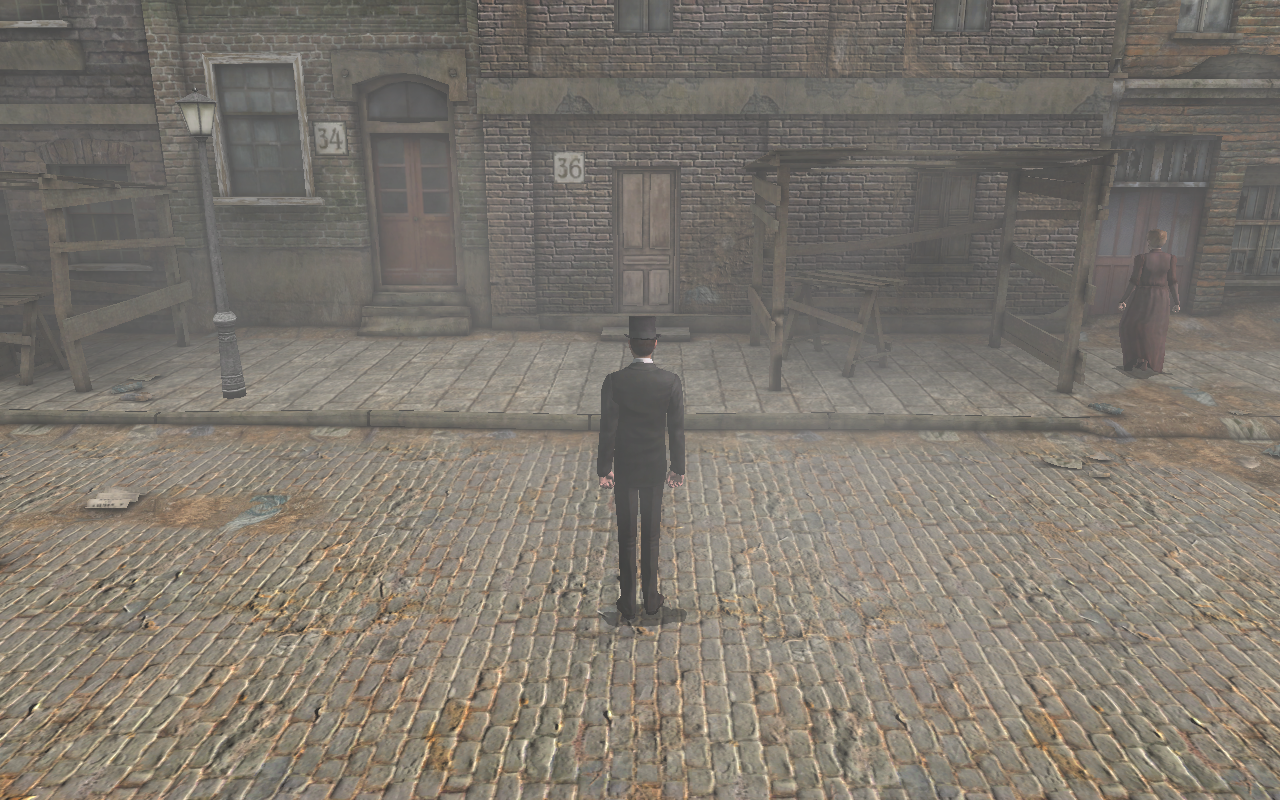
Le même endroit, en basculant en « vision cinéma » (3e personne).

Le jeu se déroule dans un univers entièrement réalisé en 3D. Selon ses préférences, le joueur peut librement alterner entre une vue à la première personne (vision subjective) lui permettant de voir la scène comme s'il incarnait le personnage joué, ou à la troisième personne (vision objective) lui permettant de voir à l'écran le personnage qu'il dirige (en l'occurrence, Sherlock Holmes ou le Docteur Watson). Le joueur peut être amené à utiliser les deux points de vue dans le jeu, par exemple en vision subjective pour avancer dans les rues, et en vision objective pour chercher de petits éléments dans les décors.
Sur PC, le joueur se déplace dans le jeu avec sa souris selon le principe du point and click, que ce soit en vision subjective ou en vision objective. Pour interagir avec un personnage ou un objet du décor, le joueur doit cliquer dessus. En vision subjective, cela oblige le joueur à s'approcher suffisamment de l'objet ou de la personne pour que le curseur d'interaction apparaisse.
Les dialogues ne sont pas à choix multiples : lorsque le joueur s'engage dans une conversation, plusieurs sujets doivent être abordés, et la seule liberté parfois laissée au joueur est de choisir l'ordre dans lequel il va traiter ces différents points. Une fois qu'un sujet a été abordé, le joueur ne peut plus revenir dessus pour l'entendre à nouveau, mais la conversation est alors retranscrite dans un carnet où tous les dialogues sont conservés.

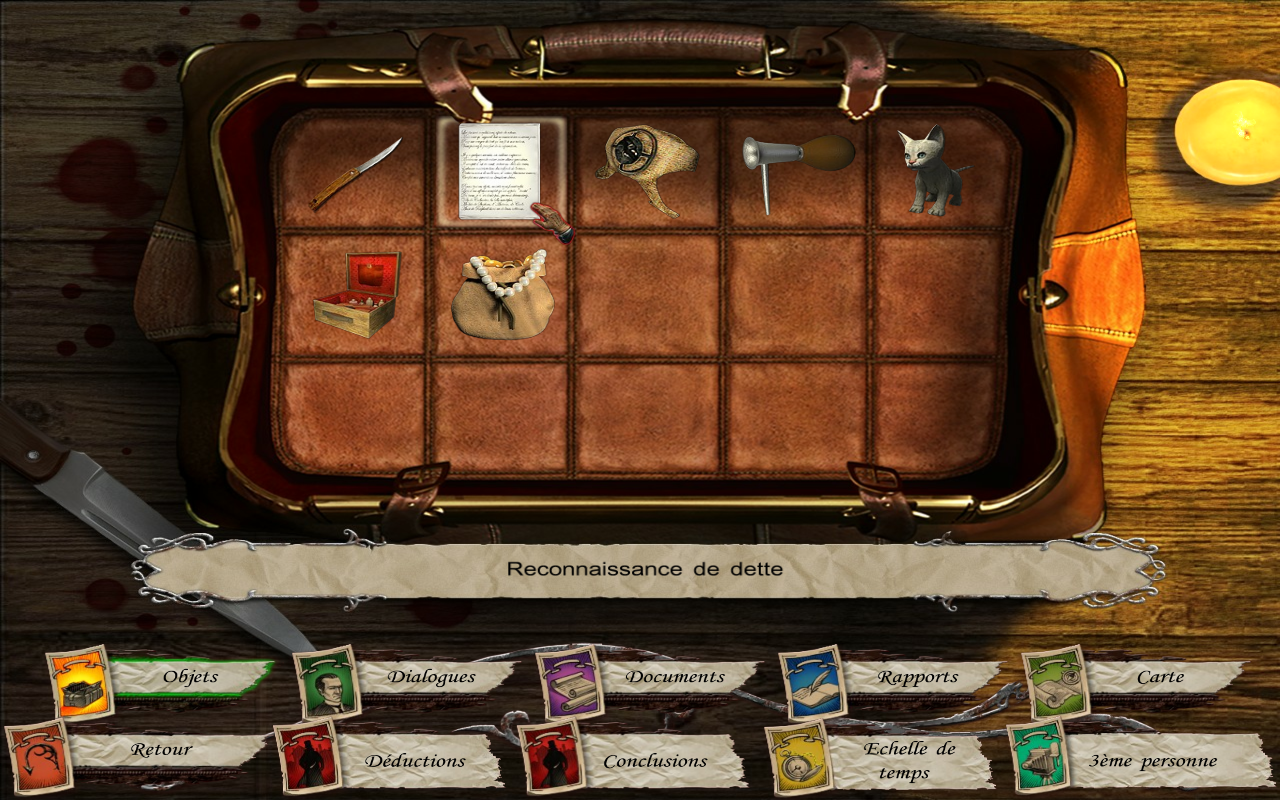
L'inventaire du jeu, constitué de cases pouvant chacune contenir un objet.

Comme dans la majeure partie des jeux d'aventure, le joueur peut emporter des objets qui viennent se placer dans son inventaire. Parfois, le joueur prend avec lui des objets sans savoir à l'avance en quoi ils vont lui être utiles par la suite. Dans ce cas, ces objets sont souvent des outils pratiques, comme un couteau de poche ou une boîte d'allumettes. L'inventaire permet aussi de réaliser des associations d'objets. Du fait que de nombreux objets volumineux peuvent être stockés dans l'inventaire, ce dernier apparaît en quelque sorte comme un espace de stockage virtuel où se trouvent tous les objets à disposition du joueur lorsque celui-ci en a besoin.
À certains moments, l'action s'arrête pour que le joueur puisse se concentrer sur une énigme à résoudre. Frogwares a en effet intégré plusieurs petits jeux à l'intérieur de l'enquête, pratique courante dans le domaine du jeu d'aventure. Ainsi, pour ouvrir un coffre, une boîte ou une sacoche, le joueur devra souvent résoudre un casse-tête de logique mathématique remplaçant les traditionnelles serrures. S'il le souhaite, il peut disposer d'une aide pour résoudre les énigmes sur lesquelles il bute. Parfois, ces énigmes requièrent une bonne culture générale, par exemple pour un coffre dont le système d'ouverture nécessite des connaissances sur la guerre de Sécession. L'action peut aussi être suspendue pour que le joueur complète une carte ou remplisse un « tableau de déductions » relatif à l'enquête.

### Système de déduction

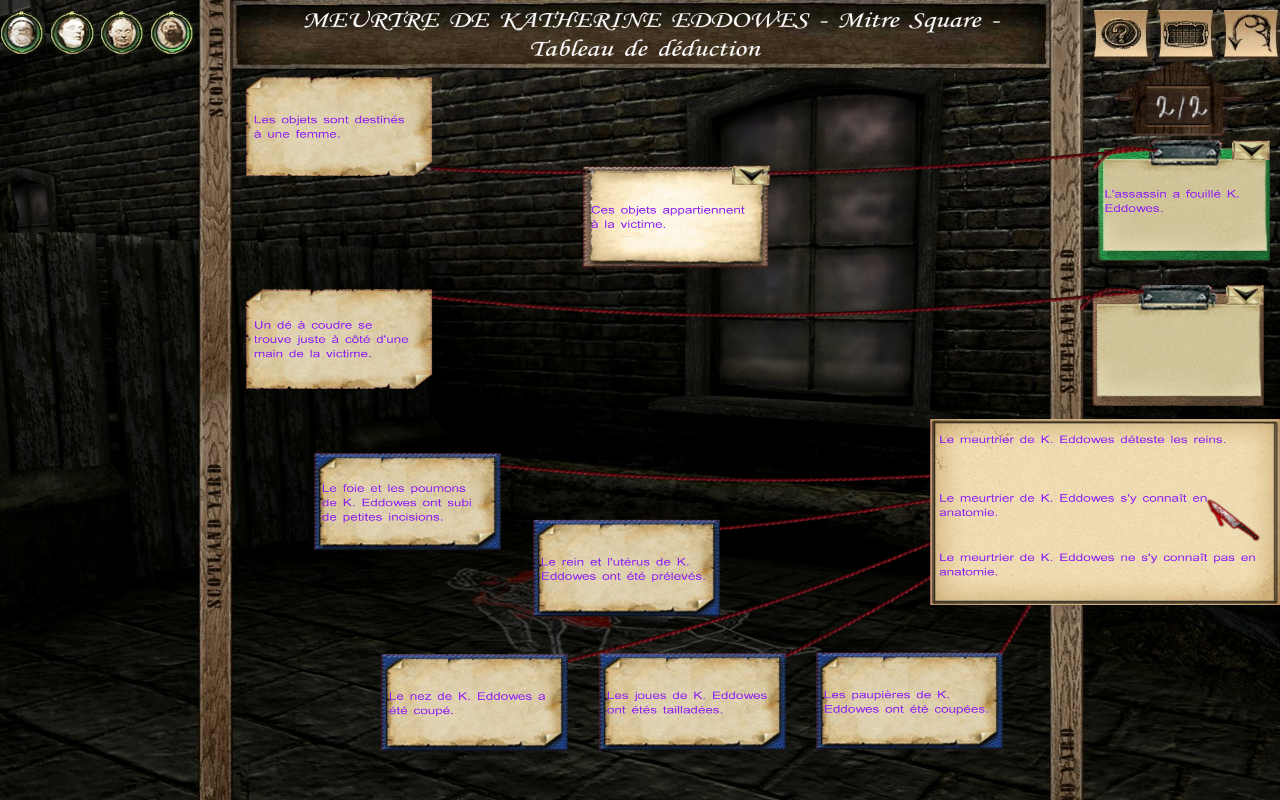
Une partie du tableau de déductions pour le meurtre de Catherine Eddowes.

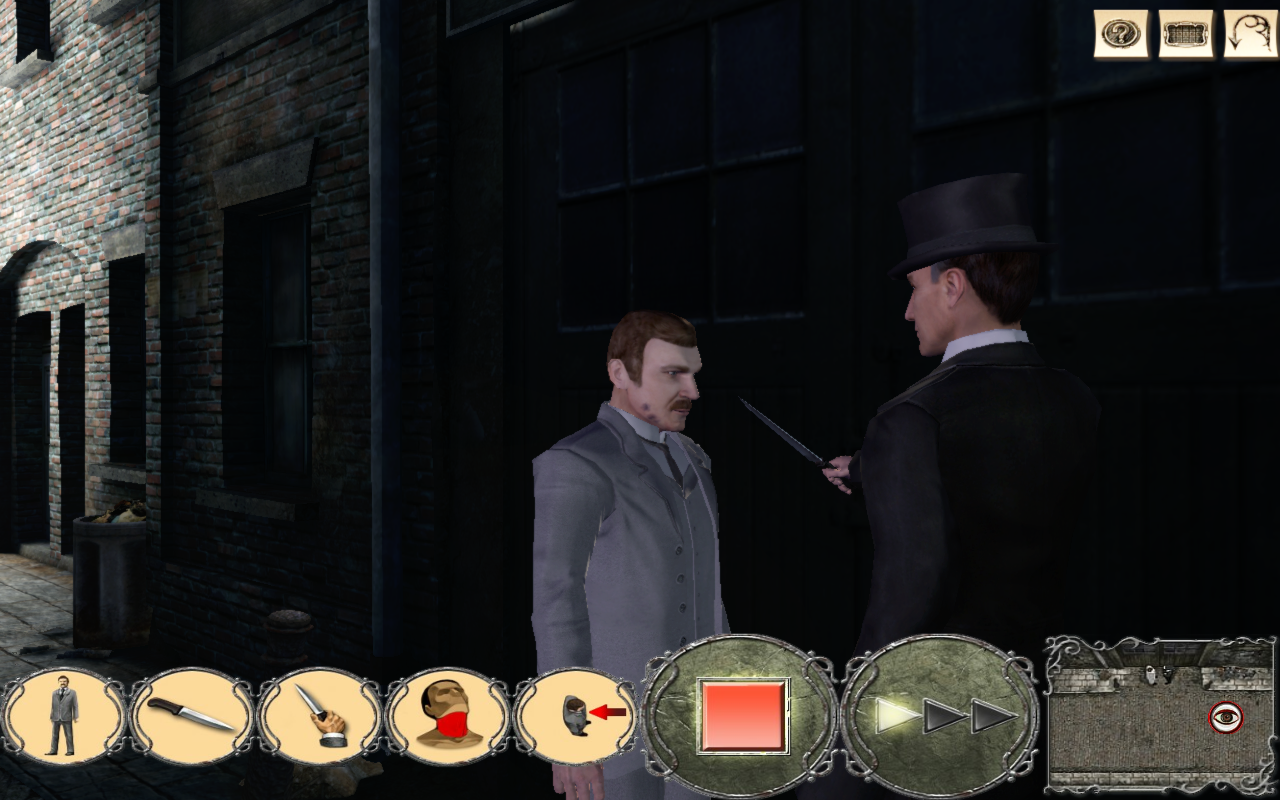
Holmes et Watson, reconstituant le meurtre de Nichols. Le joueur doit sélectionner en bas de l'écran les actions correspondant aux observations du légiste Llewellyn et de Holmes.

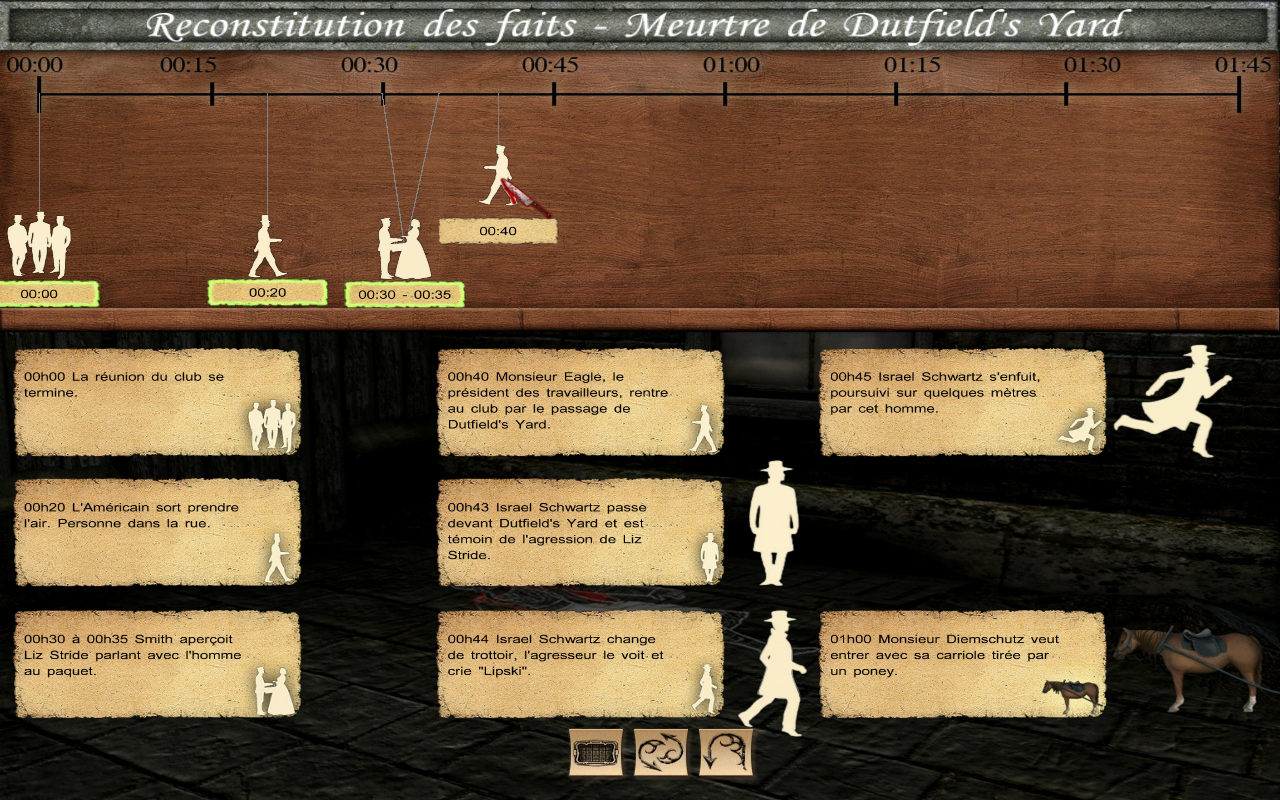
L'échelle de temps pour le meurtre d'Elizabeth Stride.

Pour chaque meurtre, le joueur doit agir selon les préceptes de Holmes : déduire la vérité en se basant sur les faits observables. Ainsi, le détective, accompagné de Watson, commence toujours par observer les lieux du crime, ainsi que le corps des victimes lorsque cela est possible, ou se base sur les observations du médecin légiste dans le cas contraire. Ces premières observations sont extrapolées pour pouvoir tirer des conclusions dans un « tableau de déduction ». Pour le meurtre de Mary Ann Nichols, Sherlock Holmes essaie de reconstituer au mieux les faits en se mettant à la place du tueur, Watson étant la victime. Cette reconstitution permettra au détective d'éliminer certaines hypothèses et d'en confirmer d'autres.
Le « tableau de déduction générale » réunit quant à lui l'ensemble des conclusions établies dans les différents « tableaux de déduction », et permet de les confronter pour faire ressortir des éléments communs aux différents meurtres, renseignant ainsi sur l'auteur des crimes.
Parallèlement aux observations et déductions relatives à chaque crime, le joueur essaie d'encadrer avec le plus de précision possible l'heure exacte des quatre premiers meurtres, en complétant une « échelle de temps » principalement construite sur les dépositions des témoins.

## Inspirations et allusions
Le développeur Frogwares glisse dans ce jeu de nombreuses allusions en rapport avec l'univers de Sherlock Holmes, de la littérature policière ou de la culture vidéoludique.

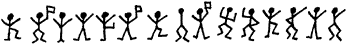
La banderole de l'affaire des Hommes dansants : message codé de la nouvelle, que l'on retrouve dans le jeu.

- Dans le jeu, l'appartement du 221B Baker Street contient un certain nombre d'allusions aux aventures littéraires de Sherlock Holmes écrites par Arthur Conan Doyle. Le 221B contient ainsi une banderole de personnages, allusion à la nouvelle Les hommes dansants, un harpon, allusion à la nouvelle Peter le Noir, un tableau des chutes du Reichenbach, allusion à la nouvelle Le Dernier problème, un portrait du colonel Gordon, allusion à la nouvelle Le Pensionnaire en traitement ainsi qu'une babouche persane contenant du tabac, un tas de courrier maintenu par un couteau au-dessus de la cheminée et les lettres « VR » inscrites à coups de pistolet sur le mur, allusion à la description de l'appartement réalisée par Arthur Conan Doyle dans Le Rituel des Musgrave. Beaucoup de ces éléments étaient déjà présents dans le précédent jeu de Frogwares Sherlock Holmes contre Arsène Lupin.

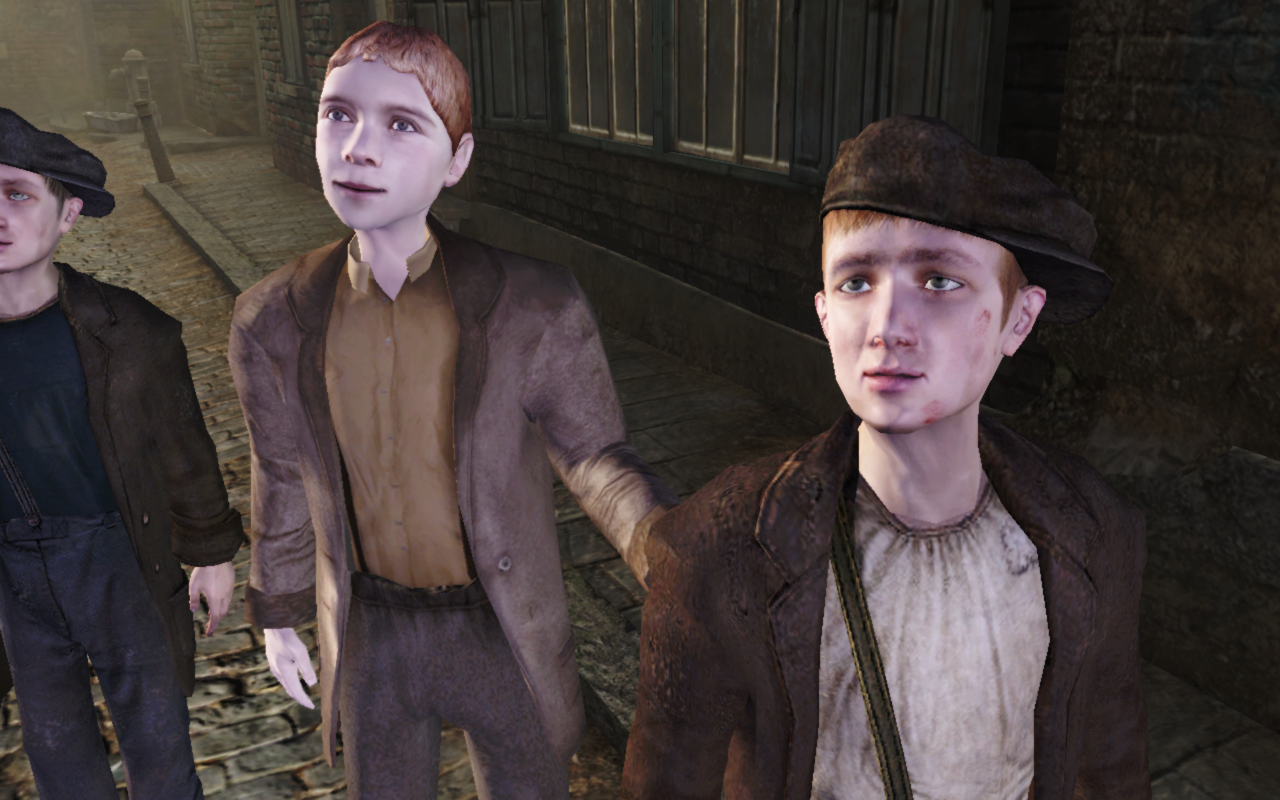
Les Baker Street Irregulars à Whitechapel.

- On retrouve dans le jeu les Baker Street Irregulars, de jeunes garçons issus de familles très pauvres qui aident parfois Holmes dans ses aventures. Le détective fait ici appel à leurs services (et particulièrement à ceux de Wiggins, leur chef) pour essayer de retrouver le Docteur Tumblety qui se cache à Londres.

- Dans la dernière discussion du jeu entre Holmes et Watson, après les aveux de Jacob Levy, le détective demande à son ami de ne pas évoquer l'affaire des meurtres de Whitechapel dans ses chroniques, et lui conseille à la place d'inventer une histoire mettant en scène « un chien fantôme qui brille dans la nuit ». Il s'agit d'une allusion au roman Le Chien des Baskerville.

- L'imagerie populaire représente habituellement Sherlock Holmes avec une deerstalker, bien qu'Arthur Conan Doyle n'a jamais fait mention de cet accessoire dans son œuvre. Frogwares fait allusion à cette anecdote vers la fin du jeu : le détective, qui a besoin d'un déguisement, déclare « Nous allons avoir besoin de [...] ma deerstalker, celle que je ne mets jamais mais que tout le monde croit que je porte jour et nuit ».

- Au début du jeu, une bouteille de Champagne français est posée sur la table à manger du 221B Baker Street. Une carte y est accrochée, signée de la main d'un certain Raoul d'Andrésy. Le nom Raoul d'Andrésy est en fait l'un des nombreux pseudonymes utilisés par Arsène Lupin dans les aventures écrites par Maurice Leblanc. Frogwares vient ainsi glisser un clin d'œil à son précédent jeu vidéo Sherlock Holmes contre Arsène Lupin.

- Le pub situé à Berner Street dans le quartier de Whitechapel s'appelle le « Wasp's Nest ». Il s'agit là d'un probable clin d’œil à l'univers d'Agatha Christie puisque Wasp's Nest est le titre d'une nouvelle publiée en 1928 et reprise en 1974 dans un recueil de nouvelles intitulé Poirot's Early Cases, mettant en scène le détective Hercule Poirot.

- Un personnage secondaire du jeu est surnommé « Bluto sans pite ». Outre la contrepèterie qu'il peut suggérer, ce surnom est tiré de Donjons et Dragons, jeu de rôle médiéval-fantastique créé dans le milieu des années 1970. Dans ce dernier, Bluto sans Pite est un chevalier qui a commis de nombreux crimes et dont la tête est mise à prix.

- Dans le commissariat de Whitechapel se trouve sur le panneau en arrière-plan du bureau du policier un portrait sans nom à droite de celui de Michael Ostrog : il s'agit d'un portrait de Jacques Hellouin, l'un des deux héros du jeu Post mortem (2002).

## Bande son

### Musique
À chaque lieu du jeu est associé un ou deux thèmes musicaux. Alors que l'accompagnement musical de Sherlock Holmes contre Arsène Lupin était un ensemble de huit morceaux de musique classique parfois très célèbres, les musiques de Sherlock Holmes contre Jack l'Éventreur sont moins variées.
Les morceaux les plus fréquemment joués sont ceux du quartier de Whitechapel et de ses environs. Deux thèmes différents sont utilisés pour ce lieu, l'un étant joué de jour, l'autre de nuit. Le thème « de nuit » revient fréquemment, étant aussi le thème du menu du jeu et du chargement des sauvegardes. Ces deux morceaux, réalisés par Frogwares, ne sont pas des thèmes de musique classique, mais des thèmes « à suspense », renforçant l'aspect angoissant de l'enquête.
Le thème que le joueur entend lorsqu'il se trouve chez le détective à Baker Street est le troisième mouvement intitulé Mélodie de Souvenir d'un lieu cher, composé par Tchaïkovski. Ce morceau avait déjà été utilisé par Frogwares dans les précédents jeux de la série Sherlock Holmes, excepté Le Mystère de la momie.
Au London Hospital, chez le libraire Barnes et à la Central News Agency sont joués deux thèmes successivement. Le premier thème est le troisième mouvement de la Sonate pour violon et piano no 2 d'Edvard Grieg. Ce morceau de musique classique avait déjà été utilisé par Frogwares dans Sherlock Holmes : La Boucle d'argent en 2004. Le second morceau joué dans ces trois lieux est le second mouvement du Trio pour piano et cordes no 2 de Schubert. Un extrait de ce même morceau avait été utilisé par Frogwares dans Sherlock Holmes contre Arsène Lupin.

### Doublage

#### Doublage anglais
Les acteurs ayant participé au doublage anglophone du jeu sont les suivants
- Rick Simmonds[44] : Sherlock Holmes
- David Riley[44] : Docteur Watson

Voici une liste des acteurs ayant prêté leurs voix pour les personnages secondaires, d'après IMDb: Kyle Nitcher, Lesley Staples, Pearl Hewitt, Roland Stone, Marston York ou encore Peter Johnson.

#### Doublage français
Les acteurs ayant participé au doublage de la version française du jeu sont les suivants :
- Benoît Allemane : Sherlock Holmes ;
- Bruno Magne : Docteur Watson ;
- Jean-Pol Brissart : Inspecteur Abberline, Tom Bulling, Francis Tumblety, Jacob Lévy, le barman du Wasp's Nest, le policier Smith, le policier Craddle ;
- Pierre Tessier : Docteur Gibbons, Barnes, Walter Sickert, John Richardson, le réceptionniste de l'Imperial Club ;
- Frédéric Cerdal : Finley, Abraham Solomonovitch, James Hardimann, Walesby, Thomas Bowyer ;
- Paul Borne : Humphries, Isaac Solomonovitch, Squibby, Bluto, un policier ;
- Danièle Hazan : Bella Poolmann, Danny dite « la terreur des Highlands » ;
- Laura Blanc : Polly Nichols, Lucy, Sarah Lévy, Mary (jeune femme essuyant le sol de la maison de passe), la serveuse du Wasp's Nest ;
- Fily Keita : les Baker Street Irregulars, les enfants de Jacob Lévy.

## Développement

### Débuts
Le développement de Sherlock Holmes contre Jack l'Éventreur a duré entre 18 et 24 mois, a expliqué à la presse le président de Frogwares, Waël Amr. Le développement du jeu a donc commencé en 2007 pour se terminer en avril 2009. Il est probable que les premiers pas de Sherlock Holmes contre Jack l'Éventreur se soient chevauchés avec les dernières semaines de la réalisation de Sherlock Holmes contre Arsène Lupin dont Frogwares a terminé le développement en octobre 2007. La conception du jeu s'est aussi faite en concomitance avec la réalisation du jeu Dracula Origin, achevé en mai 2008.
Dans les premiers temps du développement, l'atmosphère du jeu était logiquement très éloignée de celle de la version commercialisée. Ce phénomène, inhérent au développement de tout jeu vidéo, a pris un relief particulier avec Sherlock Holmes contre Jack l'Éventreur. En effet, Waël Amr confiait dans une interview en juillet 2009 : « Au début de la production, les animateurs du jeu avaient collé aux passants des animations très variées, et tous ces petits bonshommes sautaient, dansaient, faisaient du kung fu dans les rues de Whitechapel. Sherlock Holmes se baladait dans les rues l’air ferme et songeur, comme s'il avait été en plein milieu d’un zoo. Le contraste était délicieux ».

### Versions de test
Le 17 février 2009, Frogwares et Focus Home Interactive ont cherché des testeurs pour la version « bêta » du jeu sur PC, proche de la version finale. Cette annonce a été publiée sur le forum officiel de la série des jeux Sherlock Holmes, puis a été reprise sur quelques sites spécialisés. Les candidats ont été sélectionnés en fonction de leurs réponses à une série de questions relatives aux autres jeux de Frogwares et à leurs connaissances du jeu d'aventure.
La version « bêta », disponible en anglais et en français, a pu être testée par les joueurs depuis chez eux. Un accès à un serveur FTP a été ouvert le 2 mars 2009 et les liens pour télécharger le jeu ont été envoyés aux joueurs par courriel. Les joueurs ont eu jusqu'au 11 mars 2009 au soir pour essayer de terminer le jeu et répondre à un questionnaire portant sur des aspects précis du jeu. Un service d'aide par courriel a été mis en place par les organisateurs pour que les joueurs « bloqués » dans le jeu puissent demander de l'aide.
La version de test ne comportait pas les répliques orales des personnages, mais uniquement des sous-titres. La musique du jeu et les bruitages étaient en revanche présents. Quelques séquences du jeu ont été modifiées à la suite des remarques de certains testeurs. La différence la plus notable entre la version « bêta » et la version « finale » du jeu est l'emplacement d'un petit médaillon perdu par un enfant du quartier de Whitechapel. Ce médaillon se trouvait dans la version « bêta » entre les lattes du plancher du local occupé par « Bluto » et abandonné à la suite d'une fuite de gaz. L'emplacement du médaillon étant difficile à trouver, les développeurs l'ont finalement « changé de place » dans la version finale en le positionnant dans une fente du parquet du pub intitulé le « Wasp's Nest », beaucoup plus fréquenté par le joueur au cours du jeu.
Au début du mois de septembre 2009, Focus Home Interactive a commencé à rechercher de nouveaux testeurs pour la version sur Xbox 360. Les testeurs sélectionnés se sont rendus dans les locaux de l'éditeur à Pantin pour effectuer le test.

## Accueil

### Critiques
Sherlock Holmes contre Jack l'Éventreur a été bien accueilli par la presse française comme étrangère, en recevant une notation moyenne de 71 % à 76 % selon les agrégateurs de notes GameRankings, Metacritic.
On retrouve dans la quasi-totalité des critiques la mise en avant d'une ambiance ou d'une atmosphère bien retranscrite,, et particulièrement immersive pour le joueur,,, ainsi que l'éloge d'un jeu d'aventure aussi bien destiné aux spécialistes du jeu d'aventure qu'aux néophytes en la matière,.
La libre alternance et la complémentarité des deux perspectives (première ou troisième personne) est l'un des points qui a été le plus fréquemment applaudi par la critique. De même, les critiques ont souvent fait l'éloge d'un assez juste dosage de la difficulté du jeu, qui se complexifie progressivement au cours de l'enquête en demandant parfois une importante réflexion,, sans représenter toutefois un frein à l'avancée de l'intrigue. Sur ce dernier point, plusieurs critiques ont noté le contraste entre ce jeu et son prédécesseur, Sherlock Holmes contre Arsène Lupin, réputé pour la difficulté élevée de certaines séquences,.
Le doublage français est fréquemment considéré comme très expressif, bien qu'un décalage entre le mouvement des lèvres et la voix soit parfois relevé. Les discours sont souvent considérés comme intéressants, certaines critiques allant jusqu'à qualifier de « passionnants » les monologues de Holmes.
Les puzzles et énigmes typiques du jeu d'aventure sont souvent appréciées aussi bien par les critiques de sites spécialisés dans le jeu d'aventure que par les critiques de sites généralistes dans le domaine du jeu vidéo. La diversité des énigmes a ainsi été appréciée. Le système d'aide mis à disposition des joueurs potentiellement « bloqués » au cours d'une séquence a aussi été qualifié d'« ingénieux » par certaines critiques. Le tableau des déductions, qui permet au joueur de réfléchir sur les différents éléments des meurtres tout au long de l'intrigue a aussi été généralement apprécié,.
Toutefois, plusieurs éléments du jeu ont été montrés du doigt de manière récurrente. Ainsi, un problème de « pathfinding » a souvent été relevé lorsque le joueur utilise la perspective à la troisième personne,. Cela signifie qu'il peut parfois être difficile pour le joueur de faire avancer son personnage selon le chemin le plus direct. Toujours avec la perspective à la troisième personne, des difficultés pour passer d'un « écran » à l'autre ont été relevées,. Quant à la vision subjective (aussi dite « à la première personne »), le fait de devoir s'approcher très près des objets pour pouvoir interagir avec eux a parfois déplu.
Les graphismes et textures ont reçu des critiques négatives. Alors que Jeuxvideo.fr parle d'un « manque de détail et de finesse » concernant l'environnement, et de textures « moches », Jeuxvideo.com parle d'une « réalisation générale un peu datée ». Les journalistes relativisent toutefois rapidement ces critiques par la contribution de ces défauts à l'aspect délabré du quartier de Whitechapel.
Enfin, l'attitude de Holmes a parfois été considérée comme « répétitive » et « rigide ». Les discours du détective se trouvent en effet toujours ponctués des mêmes animations depuis La Nuit des Sacrifiés. Le manque de variété dans la musique de fond est un dernier point qui a aussi pu être critiqué par certains, tandis que d'autres y ont vu une manière de respecter l'atmosphère lourde et pesante de Whitechapel.
Les articles au sujet du jeu se concluent cependant fréquemment sur une note positive, mettant en avant l'idée que les défauts de réalisation se révèlent peu gênants dans le jeu grâce à un bon scénario qui réussit à captiver le joueur, en lui donnant envie de continuer l'aventure jusqu'à en connaître le dernier mot,,.

### Récompenses reçues
Sherlock Holmes contre Jack l'Éventreur a reçu le prix du « meilleur scénario 2009 » décerné par le site allemand Adventure-Archiv, spécialisé dans le jeu d'aventure. Les membres du site américain Adventure Gamers lui ont quant à eux décerné le prix du « meilleur jeu d'aventure PC à la première personne 2009 ».